# Птицекрылка королевы Александры
Птицекры́лка короле́вы Алекса́ндры, или птицекры́лка Алекса́ндры, или птицекры́л короле́вы Алекса́ндры, или орнитопте́ра Алекса́ндра, или орнитопте́ра короле́вы Алекса́ндры (Ornithoptera alexandrae) — вид дневных бабочек из рода Ornithoptera семейства парусников (Papilionidae). Размах крыльев самцов достигает 14,7—22 см, самок — 18,7—24,8 см, а по некоторым данным до 28—30 см. Считается одной из крупнейших по размаху крыльев дневных бабочек в мире. Вид характеризуется крайне выраженным половым диморфизмом: окраска верхней стороны крыльев у самцов сине-зелёная с чёрными полями и полосами, у самок — тёмно-коричневая с рисунком из светлых и бледно-серых пятен различного размера и формы. Ареал вида ограничен только небольшой территорией на востоке Новой Гвинеи на Папуасском полуострове, где известны как минимум четыре мозаично распространённые популяции. Наиболее обширным местообитанием вида являются равнинные окрестности города Попондетта. Птицекрылка королевы Александры населяет долинные влажные тропические леса с обязательным присутствием кормовых растений для питания гусениц. Бабочки бо́льшую часть времени проводят в верхнем ярусе леса, летая под его пологом на высоте до 20—30 метров, лишь изредка спускаясь к земле. В связи с этим первый известный науке экземпляр вида был подстрелен из ружья. Гусеницы являются монофагами — их единственным кормовым растением является кирказон Aristolochia dielsiana. Птицекрылка королевы Александры и среда её обитания находятся под влиянием таких антропогенных факторов, как лесозаготовки, сменное натуральное сельское хозяйство, коммерческое выращивание масличной пальмы; угрозу представляют лесные пожары и активность вулкана Ламингтон. Это вымирающий вид, внесённый в природоохранный список Международного союза охраны природы и охраняемый с 1966 года. Вид включён в Приложение I списка СИТЕС (Конвенция о международной торговле видами дикой фауны и флоры, находящимися под угрозой исчезновения) — международная торговля им запрещена, но, несмотря на данные ограничения, имеет место незаконная добыча и продажа этих бабочек.

## История открытия

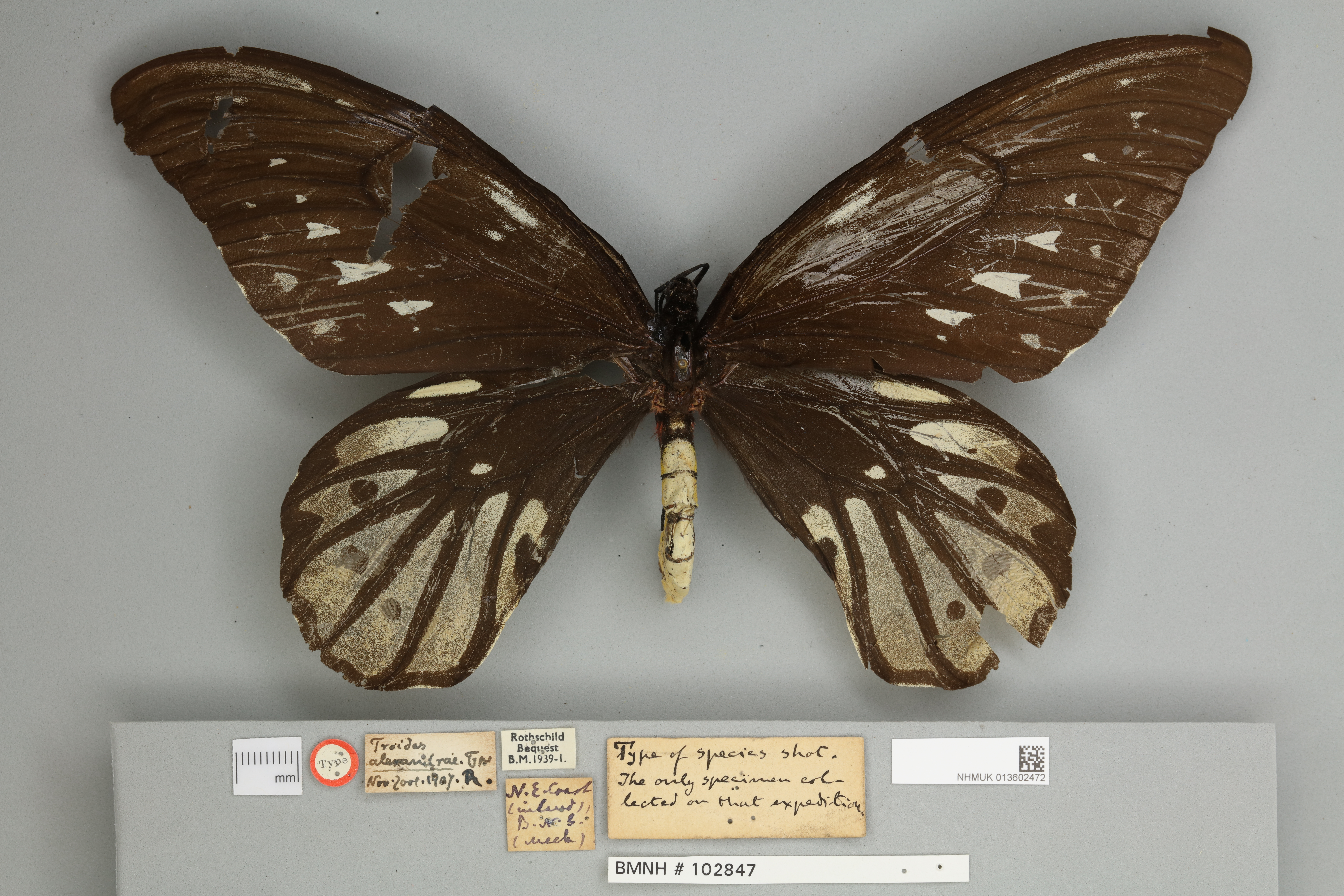
Первый добытый экземпляр вида (голотип), который подстрелили из ружья. Повреждения крыльев вызвано попаданием дроби

Первым европейцем, обнаружившим этот вид бабочек в январе 1906 года, был английский натуралист и зоолог-коллектор Алберт Стьюарт Мик (англ. Albert Stewart Meek; 1871—1943), который собирал насекомых в экспедициях, финансируемых британским банкиром, финансистом и коллекционером бабочек лордом Уолтером Ротшильдом (англ. Lionel Walter Rothschild, 2nd Baron Rothschild; 1868—1937) для его частного музея в фамильном поместье Тринг.
Уолтер Ротшильд в 1907 году описал новый вид бабочек по добытому экземпляру, дав ему научное латинское название Troides alexandrae. Видовое название было дано в честь королевы Александры — датской принцессы, супруги короля Великобритании и Ирландии Эдуарда VII.
Первым добытым экземпляром, ставшим впоследствии типовым (голотипом), была мелкая самка, которую Алберт Стьюарт Мик подстрелил из ружья. Все первые добытые экземпляры вида имеют повреждения крыльев, так как они были подбиты из мелкокалиберного ружья. Подобный способ добычи был обусловлен тем, что бабочки данного рода преимущественно летают высоко над землёй в кронах деревьев на высоте до 20—30 метров. В викторианскую эпоху и времена короля Эдуарда патроны, начинённые семенами горчицы или самой мелкой дробью (т. н. англ. dust-shot), предназначенные в первую очередь для стрельбы по мелким птицам на короткой дистанции и не причиняющие вреда их оперению, порой использовались коллекторами, чтобы сбивать высоко летающих бабочек и крупных жуков во время экспедиций в тропические страны. Во время своих последующих экспедиций в данный район Мик обнаружил несколько самок, питавшихся на цветах, и таким образом сумел добыть сохранившиеся целыми экземпляры бабочек.
В книге Алберта Мика «Натуралист в стране каннибалов» (англ. A Naturalist in Cannibal Land, 1913) описывается, что первый экземпляр был пойман недалеко от Бьяджи, в истоках реки Мамбаре (Новая Гвинея). На самом деле бо́льшая часть книги Мика, по-видимому, не была написана им самим, и из его писем к Ротшильду ясно, что первый образец был добыт в лесных долинах в двух днях пути от побережья. В своём первоописании вида Ротшильд указывает, что бабочка была добыта «во время путешествия от побережья к истокам реки Марнбаре». В сопроводительном письме к добытой бабочке Мик пишет, что это относительно мелкий экземпляр самки, а в основном они намного крупнее (голотип является самым маленьким экземпляром в видовой серии Музея естествознания в Лондоне — размах крыльев составляет примерно 19 см). Он также указывал, что все самки внешне идентичны пойманному экземпляру, и сожалел, что ему не удалось найти самцов. Сотрудники музея Тринга сообщили Мику, что бабочка действительно является новым для науки видом птицекрылок, на что он предложил назвать её в честь Уолтера Ротшильда. Однако сам Ротшильд придерживался мнения, что новый вид, визуально схожий с птицекрылкой королевы Виктории, названной в честь королевы Виктории, должен быть назван в честь Александры Датской — супруги тогдашнего британского монарха Эдуарда VII.
Позднее Мик писал, что несколько раз ему удавалось наблюдать бабочек, которые, по его мнению, были самцами птицекрылки Александры. Их не удалось добыть, поскольку они летали слишком высоко над землёй, чтобы их было возможно поймать. В нескольких своих письмах в Тринг Мик заявлял о своём намерении вернуться в район залива Оро на северо-востоке Новой Гвинеи с конкретной целью поймать самца. Спустя примерно год после находки первой самки Мик через три недели после начала новой экспедиции собрал ещё трёх самок и трёх живых гусениц. К концу мая 1907 года из одной из гусениц он вырастил первого самца. Его место находки является ещё более неопределённым, чем у первой самки, — оно было указано как «место под хребтами Оуэн-Стэнли» (предположительно возле современной Попондетты). Первое описание самца было сделано немецким энтомологом Карлом Йорданом в 1908 году. К концу 1907 года Мик суммарно смог собрать небольшую серию образцов птицекрылки Александры, которая насчитывала 99 экземпляров, включая 35 пойманных пар и ещё 25 выведенных, полученных во время второй экспедиции.
|  |  |  |

## Филогения и систематика

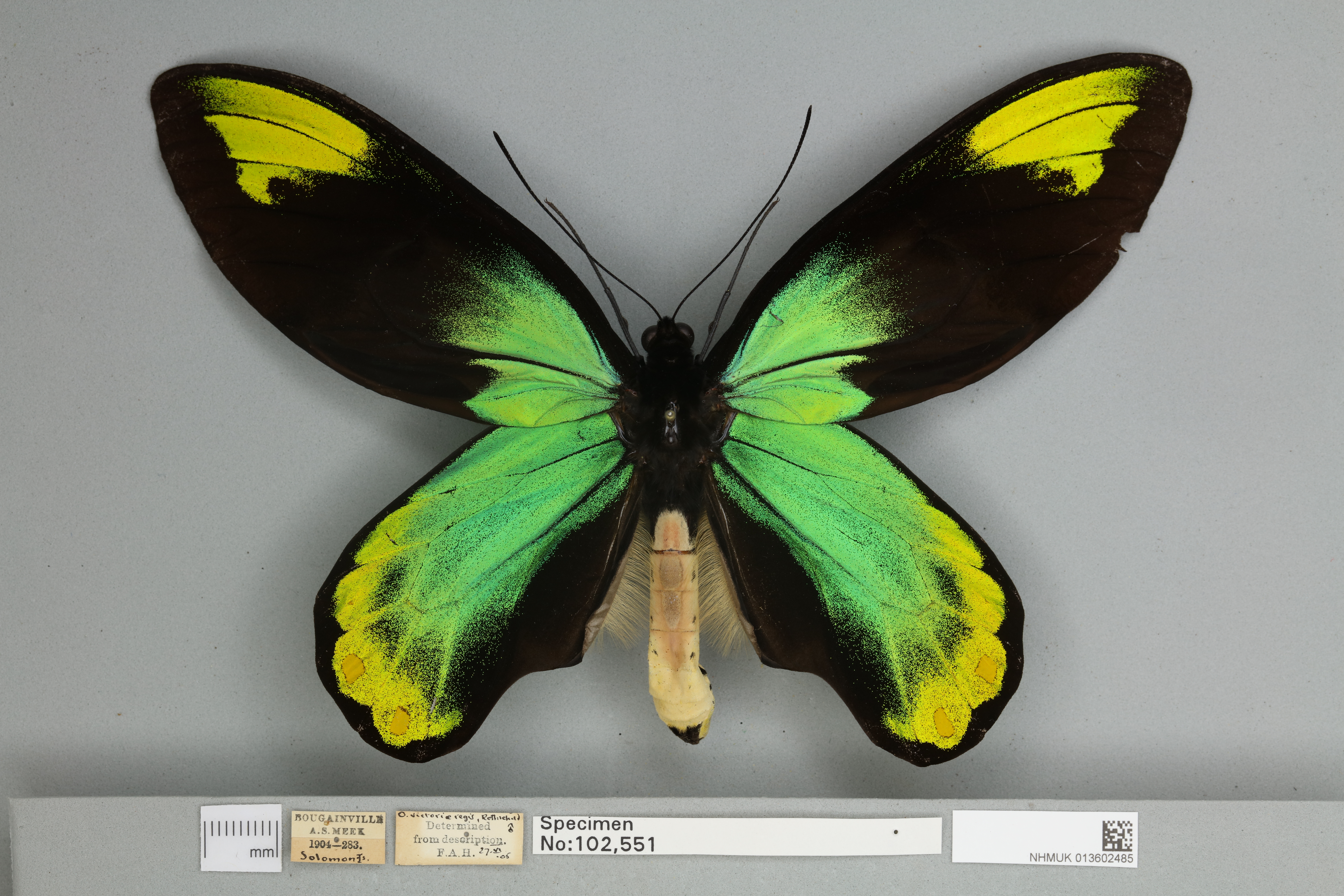
Птицекрылка королевы Виктории является наиболее близкородственным видом, произошедшим от общего предка с птицекрылкой королевы Александры

Птицекрылки — собирательное название крупных бабочек трёх близкородственных родов: Ornithoptera Boisduval, 1832, Troides Hübner, 1823 и Trogonoptera Rippon, 1898, находящихся в составе трибы Troidini семейства парусников (Papilionidae) и распространённых в Южной Азии и Австралазии. На основании байесовского подхода в филогенетике имеются данные, что все три рода являются монофилетическими (произошли от одного общего предка) в своём эволюционном развитии. Три выделяемых подрода в составе рода Ornithoptera (Aetheoptera, Ornithoptera и Schoenbergia) также являются монофилетическими, что подтверждается результатами морфологических и молекулярных исследований.
Эволюционное происхождение птицекрылок датируется олигоценом около 25,8 млн лет назад (в пределах 22,2—29,9 млн лет назад). Рода Ornithoptera и Troides разошлись в раннем миоцене около 19,3 млн лет назад (16,3—22,8 млн лет назад). Оба рода диверсифицировались в среднем миоцене около 11,5 млн лет назад (в пределах 8,4—15,3 млн лет назад) и около 13,6 млн лет назад (в пределах 10,8—16,4 млн лет назад) соответственно.
Согласно современной систематике, птицекрылка королевы Александры входит в состав рода Ornithoptera, который по существующим классификациям различных исследователей включает в себя от 11 до 13 видов. Своё название род получил от греческого órnis, род. падеж órnithos — «птица» — и pterón — «крыло». Основанием послужили крупные размеры и заострённая форма крыльев его представителей, что делает их схожими с птицами в полёте. Представители рода распространены на Молуккских островах, далее на восток их ареал тянется через Новую Гвинею и северную Австралию до Соломоновых островов. Все виды Ornithoptera имеют выраженный половой диморфизм; самцы обладают яркой контрастной окраской, их крылья окрашены в различные сочетания зелёного, жёлтого, чёрного, иногда синего и оранжевого цветов; самки всегда крупнее самцов, иногда значительно, окраска их крыльев коричневая, чёрная, бурая, с многочисленными белыми, серыми, желтоватыми пятнами, размер и расположение которых варьируют у различных видов. Наиболее близкородственным к птицекрылке Александры видом является птицекрылка королевы Виктории, с которой у них был общий предок, что подтверждает морфологическими и молекулярными исследованиями.
Первоначально вид был описан Уолтером Ротшильдом в составе рода Troides. В 1943 году Фредерик Эверард Цойнер выделил отдельно род Ornithoptera из состава рода Troides и включил в него в том числе и птицекрылку королевы Александры. В 1978 году Ян Хогум и Лоу восстановили таксон Aetheoptera Rippon, 1894 в ранге подрода и включили Ornithoptera alexandrae в его состав наряду с птицекрылкой королевы Виктории (Ornithoptera victorae). В 2001 году энтомолог Жиль Делиль предложил поместить птицекрылку королевы Александры в отдельный подрод Zeunera, но он является младшим омонимом (с родом Zeunera Piton, 1936 в составе отряда прямокрылые), и его заменили на название подрода Straatmana. Птицекрылка королевы Александры является единственным представителем подрода Straatmana.

## Описание
Очень крупные дневные бабочки с выраженным половым диморфизмом. Самки крупнее самцов.
Средняя длина тела у обоих полов около 75—80 мм. Голова относительно небольшая, округлая, чёрного цвета. Глаза крупные и голые. Усики булавовидные, длинные, чёрные. Брюшко самки сверху светлое, беловато-жёлтые чешуйки становятся более жёлтыми по бокам и ярко-жёлтыми снизу. Грудь чёрная, густо покрыта волосками, которые по её бокам имеют рыжий цвет. У основания крыльев грудь с ярко-красными пятнами. Все ноги у обоих полов полностью развитые и активно функционируют при хождении. Для жилкования крыльев характерно наличие 2 анальных жилок на переднем (одна из них рудиментарная) и 1 на заднем крыле; центральная ячейка замкнута на обоих крыльях, занимает около 1/8 длины переднего.
Самец. Длина переднего крыла 81—109 мм. Размах крыльев 147—220 мм. Передние крылья самца удлинённые, чёрные с длинной широкой зелёной радиальной полосой по верхнему краю, а также широкой раздваивающейся сине-зелёной полосой по нижнему краю, которая сливается на обоих концах с более узкой кубитальной полоской, окружая таким образом большое чёрное поле ниже срединной ячейки крыла. Нижняя сторона переднего крыла у самца чёрная с широкой сине-зелёной прикраевой полосой, которая продолжается до основания вдоль костального (верхнего) и внутреннего краёв, и широкими сине-зелёными полосами между чёрными жилками крыла. На задних крыльях дорсальная складка частично развита, изогнута, андрокониальные чешуйки отсутствуют, имеется заметный анальный изгиб. Верхняя сторона задних крыльев у самца сине-зелёная с большим количеством синего цвета ближе к анальной области; жилки, анальный край крыла и субапикальные полосы чёрные. Нижняя сторона задних крыльев жёлтая, становится голубоватой по направлению к анальной области крыла, с чёрными жилками и узкой чёрной каймой. Брюшко самца сильно удлинённое, жёлтое и довольно яркоокрашенное у живых или очень свежих экземпляров. На спинной поверхности посередине может присутствовать слабо выраженная кремовая полоса. У более старых экземпляров брюшко может быть несколько оранжево-коричневым и тусклым сверху. Обычно оно покрыто несколькими тёмными чешуйками.
Для самцов описана форма окраски f. atavis, при которой на верхней стороне задних крыльев в нижней прикраевой области имеется несколько (обычно два) округлых пятен жёлтого цвета. Также описана форма окраски f. diva, для которой характерен тёмный зелёный цвет верхней стороны крыльев без типичной синевы.
Самка. Длина переднего крыла 102—129 мм. Достоверно подтверждённый размах крыльев 187—248 мм. Различные литературные источники приводят несколько отличающиеся между собой данные о максимальном размахе крыльев самок, которые находятся в промежутке от 25 до 30 см, что делает данный вид крупнейшим представителем группы булавоусых (дневных) чешуекрылых.
Крылья самки слабо вытянутые, закруглённые. Переднее крыло тёмно-коричневое с относительно небольшими бледно-серыми прикраевыми и дискальными пятнами, которые становятся меньше к вершине крыла. На передних крыльях белый рисунок сильно редуцирован. У некоторых экземпляров внутри центральной ячейки крыла остаётся небольшой участок беловатых чешуек; это пятно едва заметно у некоторых бабочек, в то время как у других оно более заметно и простирается вдоль переднего (костального) края крыла в виде слабо выраженной беловато-коричневой полосы, которая заканчивается раздвоенным беловатым привершинным (субапикальным) пятном. У некоторых самок пятно центральной ячейки разделено на две части, а иногда на три; очень редко совсем отсутствует. Два ряда белых пятен параллельны внешнему краю крыла. Проксимальный ряд состоит из шести пятен. Первые два и последнее очень маленькие, остальные три имеют клиновидную форму, а четвёртое пятно сверху — самое большое, размером около 9 мм в диаметре. Пятна дистального ряда мелкие и постепенно увеличиваются в размерах по направлению сверху вниз. Пятна серовато-белые, самое большое пятно обычно бывает самым бледным. Дистальный ряд обычно больше покрыт коричневыми чешуйками, чем проксимальный ряд. Заднее крыло несколько удлинённое, с перевязью из семи светло-серо-желтоватых клиновидных пятен, разделённых широкими перевязями над жилками. Перевязь состоит из семи светлых пятен, причём два у анального угла крыла пятна имеют своеобразную видоизменённую форму. Светлые пятна отделены друг от друга как сверху, так и снизу, вдоль жилок, широкими коричневыми полосами. Иногда в вершине центральной клетки заднего крыла присутствует небольшое беловатое пятно. Оно отсутствует у большинства образцов, но, например, имеется у голотипа. На бледных клиновидных пятнах перевязи имеются круглые коричневые пятна, по одному на каждом, кроме первого, второго и шестого, на которых пятно обычно рудиментарно или совсем отсутствует. У одних экземпляров эти пятна могут быть уменьшены или почти отсутствовать, тогда как у других они сильно увеличены в размерах. У единственного известного аберрантного экземпляра имеется второй ряд коричневых пятен. В светлой области рядом с анальным краем заднего крыла может иметься коричневая отметина с несколькими тёмными чешуйками. Короткое светлое пятно на анальном крае содержит тёмное пятно, которое обычно сливается с тёмным фоном крыла. Нижняя сторона крыльев у самки аналогична верхней, только клиновидные пятна на задних крыльях имеют жёлтый цвет. Образованное волосками красное боковое пятно у основания крыльев у некоторых экземпляров самок может быть почти разделённым. Оно ярко-красного цвета у живых самок, но быстро тускнеет у засушенных коллекционных экземпляров.

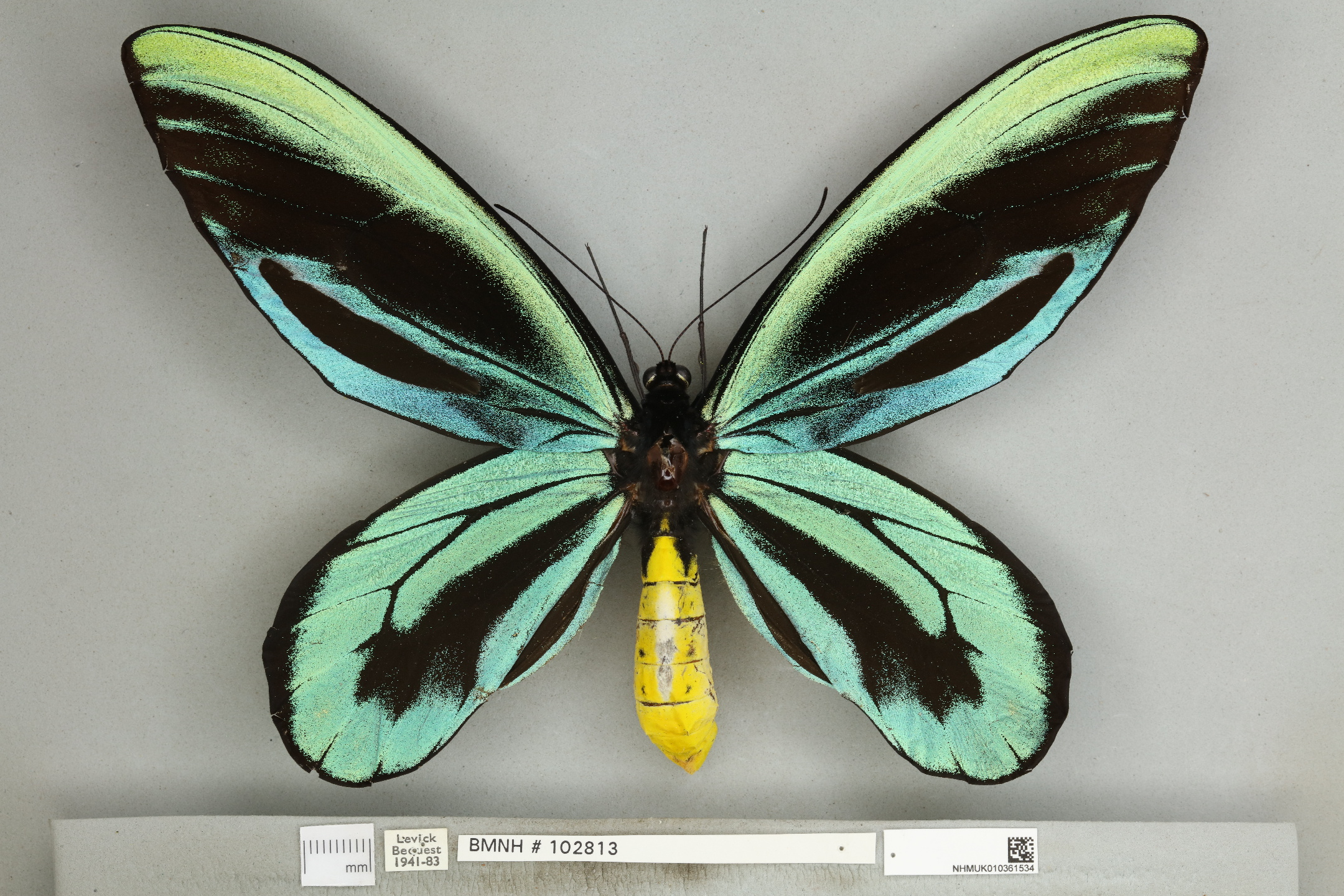
Самец. Верхняя сторона крыльев
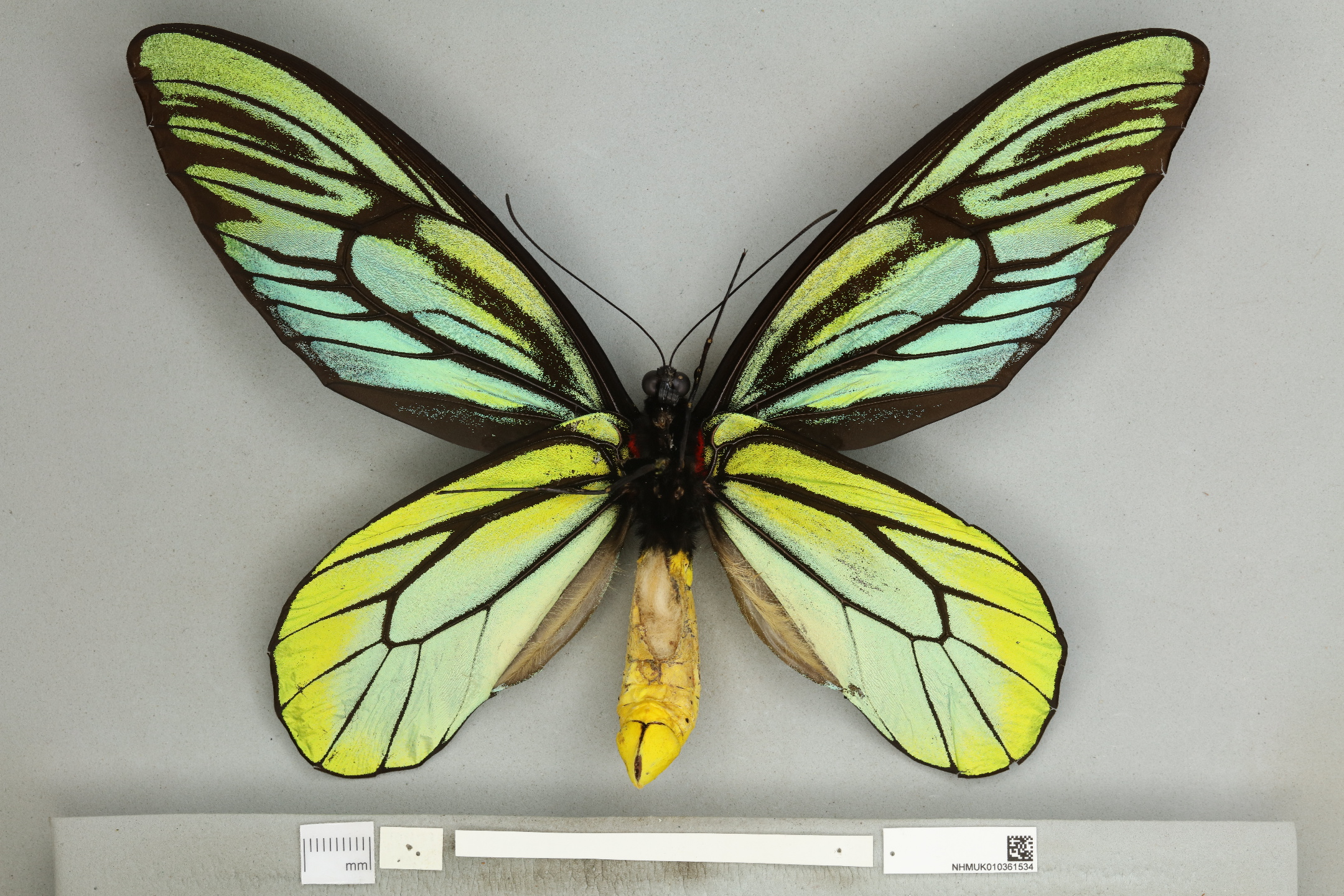
Самец. Нижняя сторона крыльев
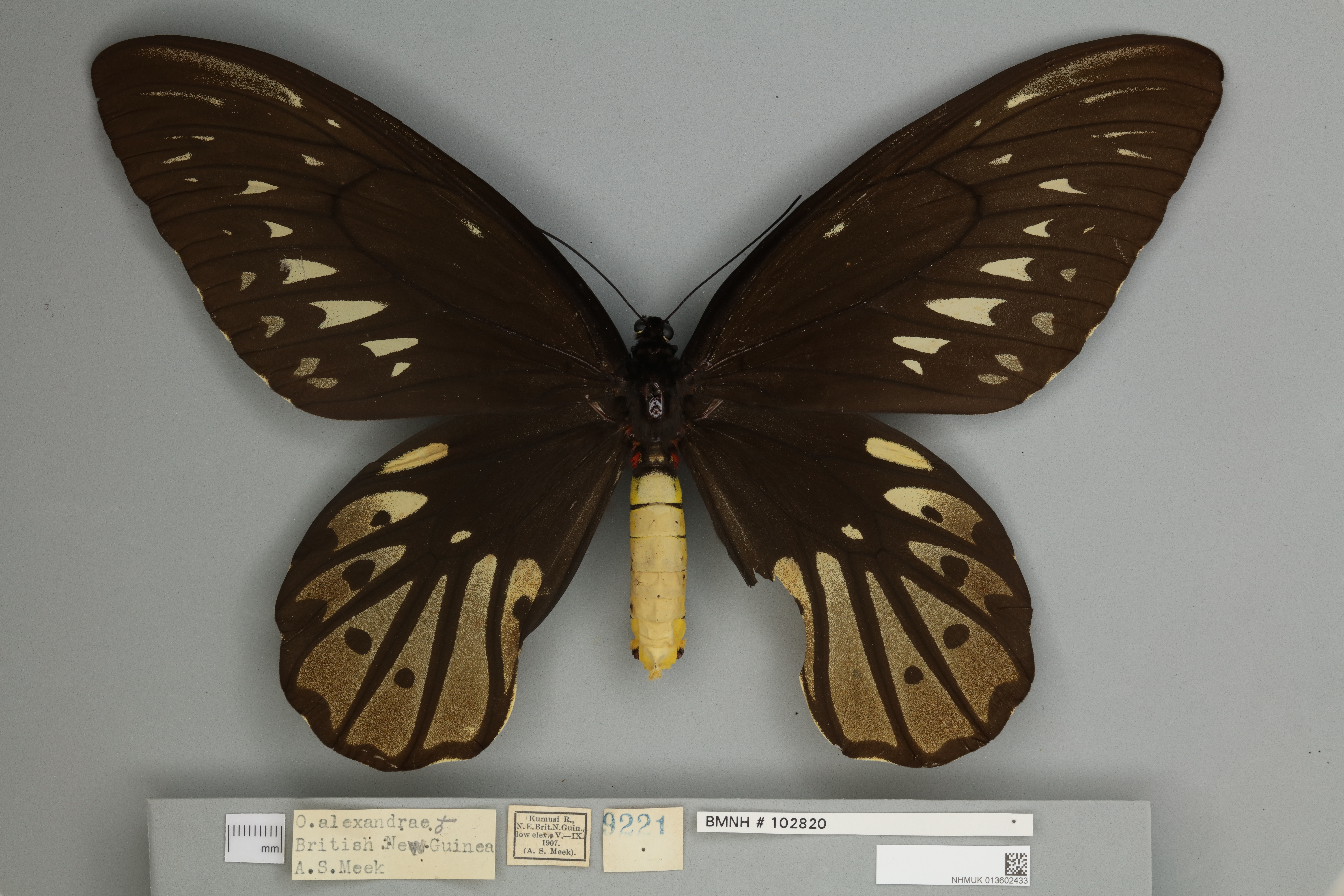
Самка. Верхняя сторона крыльев
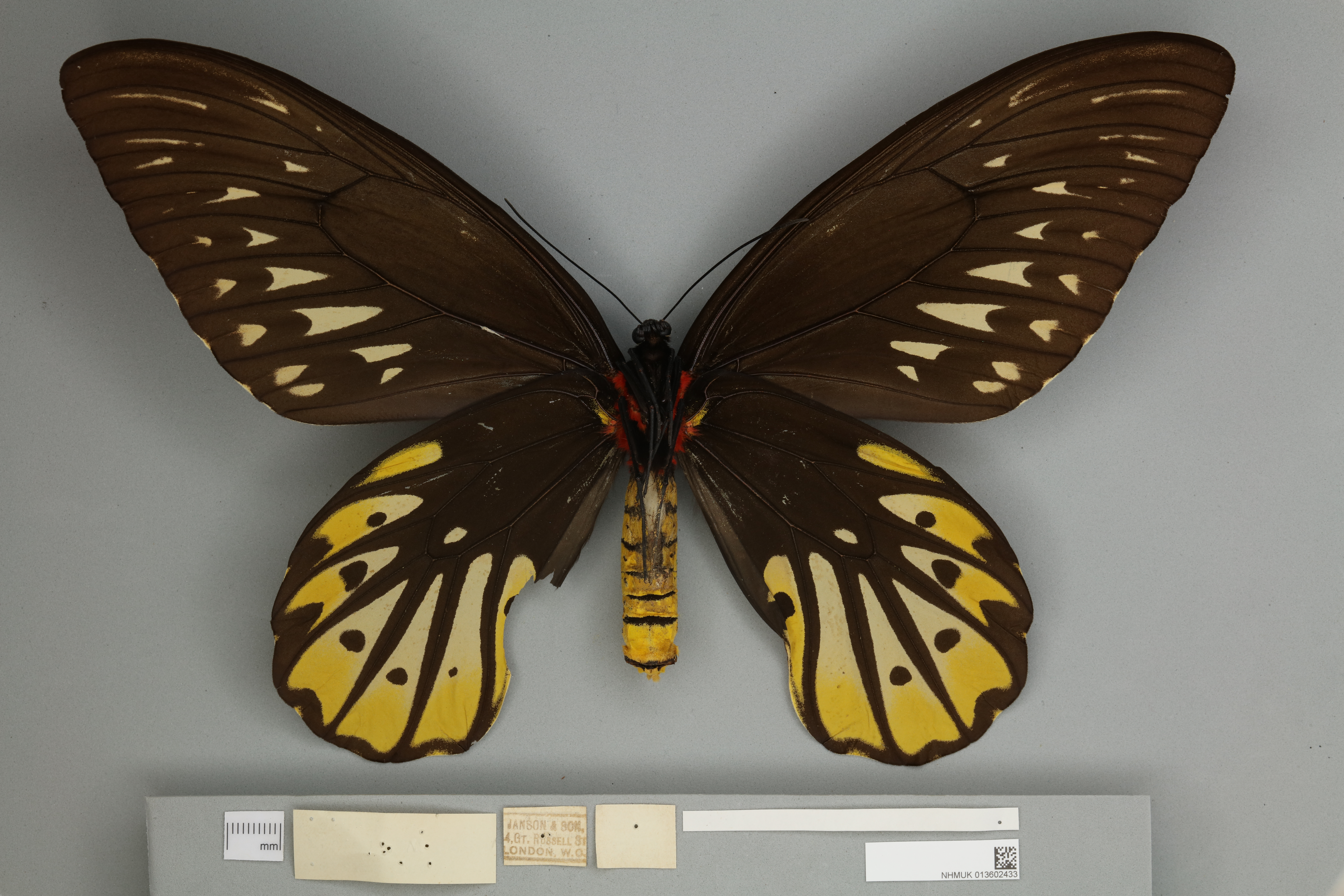
Самка. Нижняя сторона крыльев

## Жизненный цикл
Жизненный цикл птицекрылки королевы Александры впервые был исследован в 1967—1970 годах и описан энтомологом, специализировавшимся на изучении птицекрылок, Рэем Стрэтманом (1917—1987) в 1971 году.
Жизненный цикл от яйца, через стадии гусеницы и куколки, до взрослой особи занимает около 131 дня (почти 5 месяцев) на равнине Попондетта и около 200 дней (7 месяцев) на Афоре (высота 650 м над уровнем моря) на плато Манагалас, где погодные температурные условия на 4 °C холоднее, чем на равнине.
При помощи экспериментов по маркировке самцов было доказано, что они могут жить в дикой природе 11—12 недель (3 месяца) и, возможно, дольше. Продолжительность жизни самцов аналогична таковой у близкородственных видов — птицекрылки Приама и Troides oblongomaculatus. Продолжительность жизни самок, вероятно, может достигать до 6 месяцев.

### Яйцо
Яйцо крупное, диаметром 3,5 мм, светло-жёлтое, приплюснутое у основания. Оно покрыто толстым слоем ярко-оранжевого липкого вещества, которое крепко фиксирует его на поверхности субстрата. Яйца откладываются самками поодиночке на нижнюю сторону старых листьев кормовых растений гусениц в первичном и вторичном лесу с развитым пологом. Во вторичных лесах, где кормовые растения невысокие, яйца на них откладываются на высоте от нескольких сантиметров до одного метра над землёй. В первичных тропических лесах это может происходить на значительной высоте над землёй. Самки предпочитает более затенённые участки с примерно 20 % от общей инсоляции.
В некоторых случаях самки могу откладывать яйца не на кормовые растения, а на расстоянии нескольких сантиметров от их стеблей. Откладывание яиц на небольшом расстоянии от кормового растения, вероятно, может обеспечить определённую защиту от паразитоидов, которые обычно сперва ищут растение, а затем — яйца.
Самки следуют определённым критериям выбора мест при откладывании яиц. На это указывает тот факт, что гусеницы на разных стадиях своего развития совместно с одной или несколькими куколками или экзувиями практически всегда могут быть найдены на одном и том же кормовом растении или рядом с ним, в то время как другие кормовые растения, растущие поблизости, остаются свободными от них. Возможно, что самки в поисках подходящих мест для откладывания яиц предпочитают растения, на которых в данный момент или ранее уже развивались гусеницы. Единичные гусеницы встречаются только на небольших растениях.
Подсчёт оплодотворённых яиц от вскрытой самки определяет её плодовитость в 25—27 яиц. Хаттон сообщал, что самки способны в целом иметь только около 20 яйцеклеток (в диапазоне 15—30). По предположению Парсонса, при максимальной продолжительности жизни самка способны отложить не менее 240 яиц. Для поддержания такой плодовитости самкам, вероятно, требуется органический азот, получаемый ими из пыльцы цветков, как это было зарегистрировано у представителей трибы Troidini из этого же региона, а также различных южноамериканских геликониид.
Инкубационный период яиц длится от 11 до 13 дней.

### Гусеница

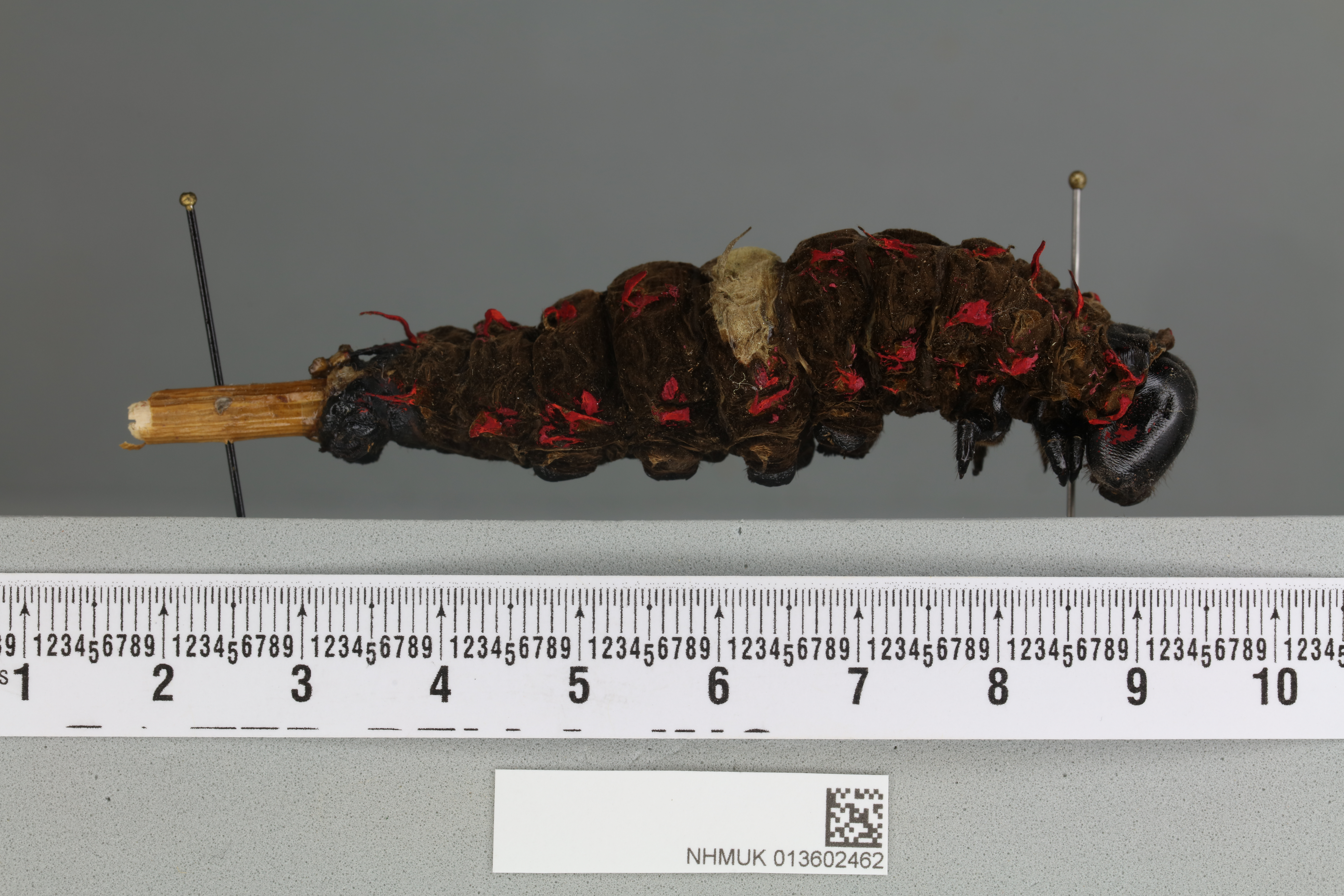
Высушенная гусеница

Только что вылупившаяся гусеница длиной 7—8 мм имеет тёмно-винно-красный цвет. Все сегменты её тела с длинными бугорками имеют тот же цвет, как и тело. Бугорки мясистые примерно на четверть их длины, остальная часть — жёсткая, чёрного цвета, с многочисленными чёрными шипами. Два дорсальных (спинных) бугорка на четвёртом брюшном сегменте светлые. Голова, щиток переднегруди и ноги чёрные. Имеется характерное полное седловидное пятно кремового цвета, которое становится всё более заметным с каждым последующим возрастом гусеницы. Как и у других видов парусников, имеется оранжево-жёлтый осметрий — специальная железа в переднегрудном сегменте, выдвигаемая при раздражении и возможной опасности. При этом из железы выделяется особый, содержащий терпены секрет оранжево-жёлтого цвета с неприятным резким и едким запахом. Стадия гусеницы первого возраста длится 3—5 дней.
Гусеница второго возраста красновато-чёрного цвета. Бугорки на её теле пропорционально длиннее, все мясистые, лишены шипов, наиболее длинные из них расположены по бокам спинной поверхности (латерально-дорсальные бугорки). Дорсальные и латеро-дорсальные бугорки на 2-м и 3-м грудных сегментах и дорсальные на 1-м, 7-м, 8-м и 9-м брюшных сегментах красного цвета; два спинных бугорка на брюшном сегменте кремово-белые с розовыми вершинами. Остальные бугорки такого же цвета, как и тело. Первый грудной сегмент с четырьмя бугорками, следующие три сегмента с восемью бугорками; брюшные сегменты со второго по восьмой с шестью бугорками; девятый брюшной сегмент с четырьмя бугорками и последний сегмент с двумя. Стадия второго возраста длится 6—7 дней.
Гусеница третьего, четвёртого и последнего (пятого) возраста красновато-чёрного цвета. Бугорки без шипов, почти одинаковой длины, за исключением расположенных на нижне-боковой стороне тела, которые очень короткие. На последнем возрасте бугорки тела пропорционально меньше, чем на более ранних стадиях. Все бугорки яркие, кроме двух спинных на четвёртом сегменте брюшка, которые остаются кремово-белыми с розовыми кончиками. Характерное пятно кремового цвета простирается и сужается к дыхальцам. Некоторые гусеницы имеют дополнительное пятно кремового цвета на третьем сегменте брюшка. Стадия третьего возраста длится 8—9 дней, четвёртого возраста — 9—11 дней, пятого возраста — 10—20 дней, шестого возраста — 14—22 дней. Размеры гусеницы перед окукливанием: длина тела до 118 мм; толщина тела до 30 мм; длина головы — 12 мм; ширина головы — 11 мм; самый длинный бугорок длиной до 13 мм. Некоторые гусеницы проходят шесть возрастов вместо обычных пяти, и из них выходят наиболее крупные бабочки. Личиночная стадия длится 72—75 дней (10—11 недель) на равнине Попондетта и в среднем 125 дней (почти 18 недель) на плато Манагалас, где температурные условия ниже. Длительность развития гусениц, вероятно, зависит также от внешних факторов, таких как местные погодные условия и состояние кормовых растений. Гусеницы встречаются в течение всего года, но чаще всего в сезон дождей (с ноября по апрель), когда на лианах кормовых растений появляются новые молодые листья.

#### Кормовое растение и питание
Гусеницы птицекрылки королевы Александры являются монофагами — их единственным известным кормовым растением в природе является Aristolochia dielsiana (ранее носившее название Aristolochia schlechteri) — вид многолетних деревянистых лиан рода кирказон из семейства Кирказоновые (Aristolochiaceae). Aristolochia dielsiana является эндемиком Новой Гвинеи, где она широко распространена в Ист-Сепике, Центральной и Северной провинциях. Цветки зигоморфные, до 7 см в диаметре, тёмно-фиолетово-коричневого цвета с жёлтой сердцевиной, собраны в короткие соцветия в пазухах листьев, их околоцветник трубчатый, внизу раздутый и с тремя длинными выростами, на верхнем конце с языковидным отгибом. Листья формой от ланцетных до яйцевидных, размерами 16—26 × 3—13 см; вершина заострённая, остроконечная или закруглённая; основание сердцевидное. Плод — коробочка, в форме небольшого огурца, размерами 6,5 × 3 см, сильно ребристые в продольном направлении, с шероховатой кожицей. Незрелые плоды полностью голые, зелёного цвета, а при созревании приобретают оранжевый окрас. Созревает медленно; когда полностью сгнивают, семена падают на землю и разносятся дождевой водой, как правило, на небольшие расстояния, в результате чего растения растут на ограниченной территории. В девственном лесу лианы Aristolochia dielsiana достигают вершин деревьев высотой более 40 метров. В лабораторных условиях в ходе опытов Рэя Стрэтмана гусеницы также успешно кормились на Aristolochia tagala.
Известно, что растения рода Aristolochia содержат горькие на вкус активные аристолохиевые кислоты, которые гусеницы способны поглощать при питании и накапливать в своих телах для защиты от потенциальных хищников. Гусеницы птицекрылки королевы Александры имеют особенности, типичные для апосематической (предупредительной) окраски, характерной для многих групп животных (и особенно насекомых), — сочетание в окраске контрастного тёмного цвета с ярко-красными мясистыми шипами и жёлто-кремовым седловидным пятном. Биохимические аспекты взаимоотношений с кормовыми растениями Aristolochia, по-видимому, имеют важное значение для способа питания гусениц.
Вылупившаяся гусеница сперва поедает остатки яйца, из которого она появилась, что обеспечивает ей достаточное количество пищи на следующие 24 часа. Затем она начинает питаться нежными побегами и молодыми листьями, растущими на верхушках кормовых растений. При каждой линьке гусеница также поедает сброшенные кожные покровы. По мере своего роста гусеницы постепенно продвигаются вниз по лиане, питаясь более старыми и более жёсткими листьями и стеблями. Гусеницы проводят много времени на кормовом растении в поисках подходящих листьев и стеблей. Гусеницы пятого и шестого возрастов питаются в основном стеблями. В старшем возрасте гусеницы птицекрылки королевы Александры ведут себя аналогично близкородственным видам Ornithoptera meridionalis, Ornithoptera chimaera и Ornithoptera priamus, выедая при питании на старых жёстких листьях характерный большой U-образный участок от кончика к черешку.
Незадолго до окукливания гусеницы перебираются на нижние части лиан Aristolochia dielsiana и перегрызают их, вызывая увядание и отмирание верхних частей (аналогичное поведение гусениц отмечено у Ornithoptera goliath). После этого гусеницы продолжают питаться увядающими листьями до окучивания. Если кормовое растение молодое, то нижнюю часть гусеница съедает до основания.
Кормовое растение впервые было описано Рэем Стрэтманом в 1971 году как Aristolochia schlechteri (сейчас это название считается младшим синонимом Aristolochia dielsiana). В середине 1990-х годов Парсонс изучил данную группу растений довольно подробно, описав 14 новых видов и 2 новых подвида лиан семейства Aristolochiaceae из Австралии и Новой Гвинеи. Он выделил две отдельных рода Aristolochia и Pararistolochia, и описал вид Pararistolochia alexandriana, предположив, что он является кормовым растением для гусениц птицекрылки королевы Александры на высотах 10—150 метров над уровне моря, и подвид Pararistolochia meridionaliana popondettensis, который, возможно, может являться основным кормовым растением на высотах от 10—500 метров над уровне моря. При этом он также указывал, что гусеницы могут питаться двумя или тремя близкородственными видами Aristolochia. Впоследствии Бухвальдер и соавторы (2014) синонимизировали все виды Pararistolochia с Aristolochia.

### Куколка

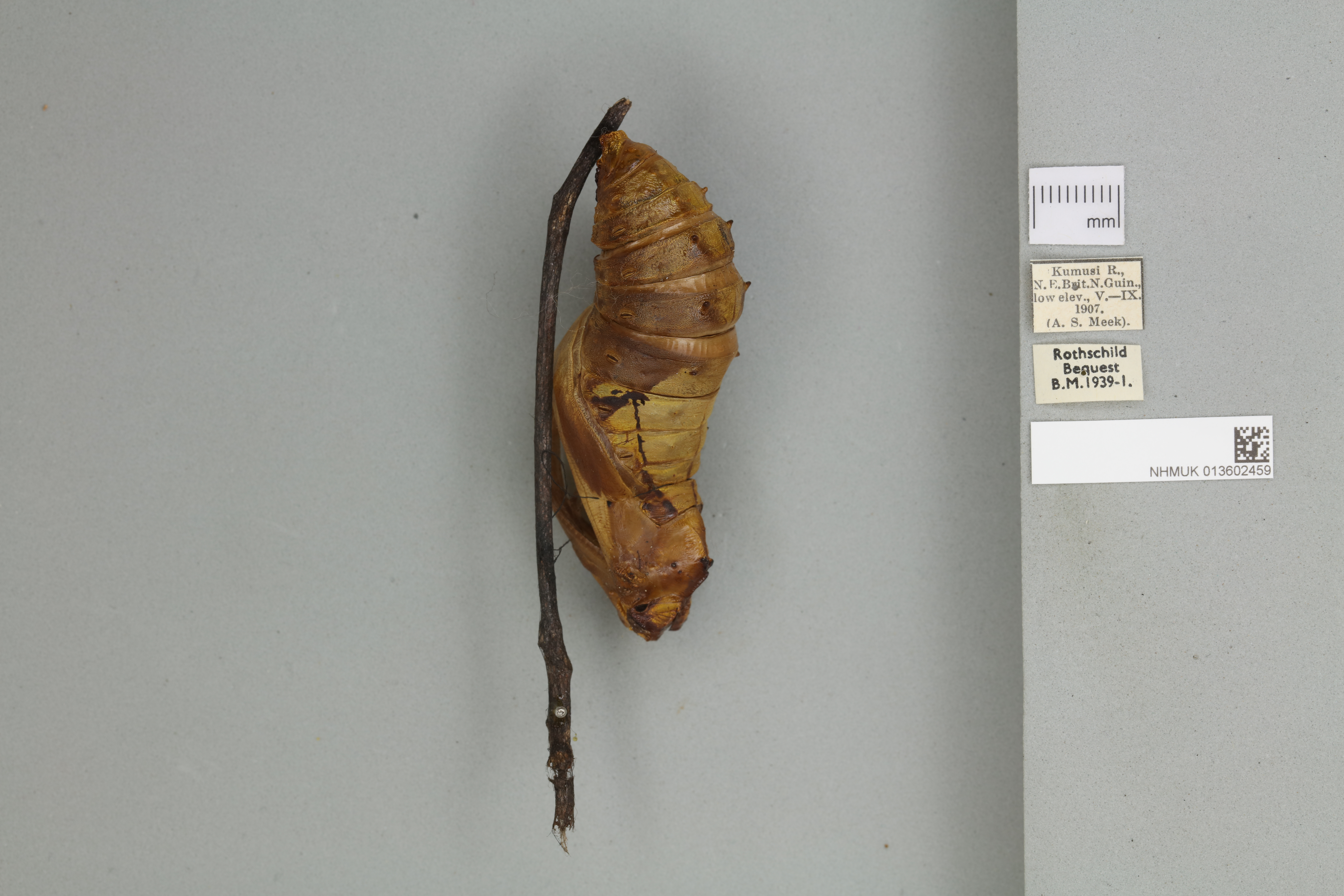
Высушенная куколка

Непосредственно перед окукливанием гусеница перестаёт питаться и начинает искать подходящее место для окукливания. В его поисках она может блуждать в течение 24 часов или более. Окукливание иногда происходит на значительном расстоянии от места кормёжки гусеницы, обычно на удалении от 0,5 до 3 метров от кормового растения. Максимальное зарегистрированное расстояние составляло почти 10 метров. Как правило, куколки располагаются на высоте 1—2 м над землёй во вторичном лесу или значительно выше — до 10 м — в первичном тропическом лесу. Согласно исследованиям, в Ондахари куколки располагались на высоте от 1 до 6 метров над землёй, в Войворо на высоте от 1,5 до 2 метров. Обычно окукливание происходит под листом любого вида растений, преимущественно кустарника или дерева, редко — на стеблях. Стадия предкуколки длится 3 дня.
Куколка достигает длины 83 мм—90 мм и ширины до 30 мм. Она в целом изогнута назад, угловатая, её спинка и брюшко бугорчатые. Основной цвет куколки бледно-коричневый. У отдельных особей куколка может быть ярко-жёлтой. Участки над крыльями будущей бабочки жёлтые с широкой светло-коричневой полоской по нижнему краю. Брюшные сегменты коричневые и жёлтые ближе к спинной поверхности куколки, с жёлтой полосой. Седловидное пятно на спине ярко-жёлтое, простирается на один-пять сегментов. Посередине куколки проходит узкая тёмно-коричневая линия, аналогичная линия проходит сбоку под зачатками крыльев. Грудь тёмно-коричневая, бугорки ярко-жёлтые. Брюшные сегменты от пятого до восьмого отличаются двумя очень короткими острыми чёрными отростками на каждом. В целом куколка внешне похожа на скрученный высохший лист. Куколку самца можно отличить по овальным коричневым отметинам на месте развивающихся крыльев.
В процессе окукливания образуется толстая чёрная шёлковая подушечка, покрывающая среднюю жилку и часть листовой пластинки. Куколка птицекрылки королевы Александры прикрепится к этой подушечке кремастером (последним сегментом брюшка), как правило, вертикально, а также посередине поддерживается круглой шёлковой перетяжкой — пояском. Продолжительность стадии куколки от 40 до 45 дней, обычно 42 дня. Взрослые особи выходят из куколок рано утром, незадолго до или на рассвете, когда ещё сохраняется высокая влажность воздуха, так как при низкой влажности крылья могут высохнуть прежде, чем полностью расправятся. Крылья вышедших бабочек обычно высыхают к полудню.

## Распространение и местообитание
Птицекрылка королевы Александры является эндемиком острова Новая Гвинея и характеризуется крайне ограниченным ареалом. Географическое распространение вида ограничено относительно небольшой территорией на Папуасском полуострове, образующем юго-восточную оконечность Новой Гвинеи, на северной стороне хребта Оуэн-Стэнли. Считается, что современное распространение вида в Папуа-Новой Гвинее представляет собой реликтовую популяцию. Вид считается действительно редким и чрезвычайно локальным по распространению.
Согласно данным исследований на начало XXI века, предполагается подтверждённое существование четырёх мозаично распространённых субпопуляций вида: у мыса Уорд-Хант, Попондетта, горный массив Сибиум и долина Верхней Мусы — все расположены на юго-востоке прибрежного района Папуа-Новой Гвинеи. Помимо этого, имеется указание на возможное обитание вида в районе деревни Таутуту, которое требует современного подтверждения. Типовое местонахождение вида в Бьяджи подразумевает, что он может быть ещё обнаружен в районе Кокода, который в некоторых публикациях упоминается как пятая субпопуляция вида, однако её существование требует подтверждения.
На основании подтверждённых записей предполагаемая площадь распространения вида оставляет не более 2,8 тысяч км². Фактическая же площадь мест его обитания составляет около 140 км², по другим данным — не превышает 104 км².
Наиболее обширным местообитанием вида является равнина вокруг города Попондетта, на территории которой птицекрылка королевы Александры зарегистрирована в пределах как минимум одиннадцати 10-километровых стаций. Известная площадь ареала вида на начало 1990-х годов в районе Попондетты составляла всего около 1,2 тысячи км² и почти полностью была ограничена рекой Кумуси на западе, озёрами Эмби на востоке, контуром вулкана Ламингтон на юге и различно удалёнными точками на 1—10 км от побережья на севере. Равнина Попондетта представляет собой небольшую, довольно ровную прибрежную область с почвами из вулканического пепла, глубоко разделённую реками, расходящимися от своих истоков на вулкане Ламингтон, чья высота достигает 1679 м. Известно, что птицекрылка Александра встречается на равнине Попондетта с момента её открытия в 1906 году, и на протяжении чуть более пятидесяти лет она оставалась единственным известным местом обитания вида. Расположенный к юго-востоку от Попондетты вулкан Ламингтон разрушил свои северные склоны во время сильного извержения в 1951 году, которое вызвало обширное уничтожение тропического леса в зоне радиусом около 10 км от его вершины. Равнина Попондетта характеризуется богатым видовым разнообразием флоры и фауны, особенно на нижних северо-западных склонах вулкана Ламингтон, где наиболее развиты тропические леса. Существует много различий как в структуре, так и в флористическом составе (видовом составе растительности) в этом районе, что обусловлено дренажем, осадками и температурными режимами, которые обеспечивают оптимальные условия для роста растительности. Данные низменные тропические леса имеют высоту более 40 м, в них прослеживаются 3 отчётливых яруса, присутствует большое количество вьющихся лиан и эпифитных растений. Бо́льшая часть первоначального первичного леса в настоящее время вырублена, а участки развитого вторичного леса представлены в основном заболоченными лесными массивами на внутреннем побережье. Таким образом, в регионе Попондетта места обитания птицекрылки королевы Александры представлены очень небольшими оставшимися участками первичных равнинных лесов с деревьями высотой до 40 м и более крупными участками вторичных низинных тропических лесов высотой 5—20 м. В основном это более сухие леса, произрастающие на песчаных вулканических почвах выше прибрежной поймы, но некоторые участки обитания находятся в полуболотистой лесной зоне между этими двумя областями. Лесные массивы часто имеют несколько линейную форму и образуют своим расположением мозаичный рисунок из-за того, что они разделены большими участками полей с травой императой (Imperata). Данные поля регулярно выжигаются местным населением, чтобы сохранять их открытыми участками, пригодными для охоты на валлаби.
На плато Манагалас птицекрылка королевы Александры зарегистрирована в пределах района Афоре — изолированной области примерно в 45 км на юго-юго-восток от Попондетты. Плато находится на высоте 730—790 метров над уровнем моря. Оно ограничено на западе хребтом Гуава, на юге — горным массивом Сибиу, а на востоке — прибрежными холмами. Его общая площадь составляет всего около 200 км². Здесь вид впервые был обнаружен в 1968 году, когда энтомолог Рэй Стрэтман нашёл бабочек в окрестностях Афоре и вдоль дороги к миссии Сила. Хоукрофт видел самца в 4 км к югу от Томы в деревне Ондоро в горном массиве Сибиу в октябре 1973 года, что является наиболее южной точкой находки вида в пределах его глобального ареала. Энтомолог Майкл Дж. Парсонс посетил район Афоре 11 сентября 1980 года и обнаружил экзувий куколки недалеко от деревни Ниниуре. Затем в 1991 году он же в окрестностях Афоре видел четырёх гусениц и трёх взрослых особей. Последующие исследования установили присутствие вида на всей обширной территории плато (в Кавовоки, Табуане, Тахама, Тома, Коруво, Сирибу, Семехаре и на промежуточных участках плато), в результате чего известный ареал птицекрылки Александры увеличился примерно на 50 %, а плато Манагалас было предложено в качестве географического центра распространения вида.
Изолированная популяция вида была обнаружена недалеко от побережья на мысе Уорд-Хант в 1994 году, и в том же году две самки были замечены возле начальной школы Бото вдоль реки Мамбаре к югу от Таутуту; одиночная самка была найдена в Ивайе вдоль реки Мамбаре. Самка также была зарегистрирована у школы Бото и в деревне Ивайя в 1996 году, однако там не были обнаружены преимагинальные стадии. Вероятно, это может быть крайне малая изолированная популяция. Исследования от Лаудари до станции Лома в июне 2009 года не выявили каких-либо свидетельств обитания вида на указанной территории.
Кормовое растение гусениц присутствует у залива Коллингвуд в районе Ванигела, который можно считать подходящим для обитания птицекрылки Александры, но бабочки здесь явно отсутствуют.
Птицекрылка королевы Александры населяет долинные влажные тропические леса, и в пределах его ограниченного ареала существует много областей, где вид не встречается, хотя кормовое растение гусениц произрастает в изобилии. Распространение вида обычно интерпретируют как реликтовое. Очевидные фаунистические барьеры, объясняющие его локальное распространение, отсутствуют, но существуют факторы, сильно ограничивающие его ареал. Ограниченное распространение может быть обусловлено микроклиматическими барьерами. Основная среда обитания представляет собой долины и относительно равнинные местности на высотах около 200 м над уровнем моря. Однако вид также был зарегистрирован на высотах до 800—900 м в районе Афоре и на окружающем плато Манагалас. Записи о находках вида на высоте 1200 и 1524 м над уровнем моря, вероятно, ошибочны.
Начиная с середины XX века ареал сокращается и стал ещё более ограниченным, вид исчезает в более высотных местностях. По состоянию на начало XXI века вид нередко встречается в районе Попондетты и его окрестностях. Чаще всего бабочек можно увидеть кормящимися на цветках на полянах возле деревень, а также в других открытых местах в лесу.
Экологическая специализация также отчасти объясняет редкость вида. В пределах своего ареала птицекрылка королевы Александры встречается спорадически. Однако локально она не является редким видом. Бабочки не склонны к миграциям и летают главным образом в пределах своих мест обитания, что может объяснить медленное заселение ими новых территорий.

## Биология

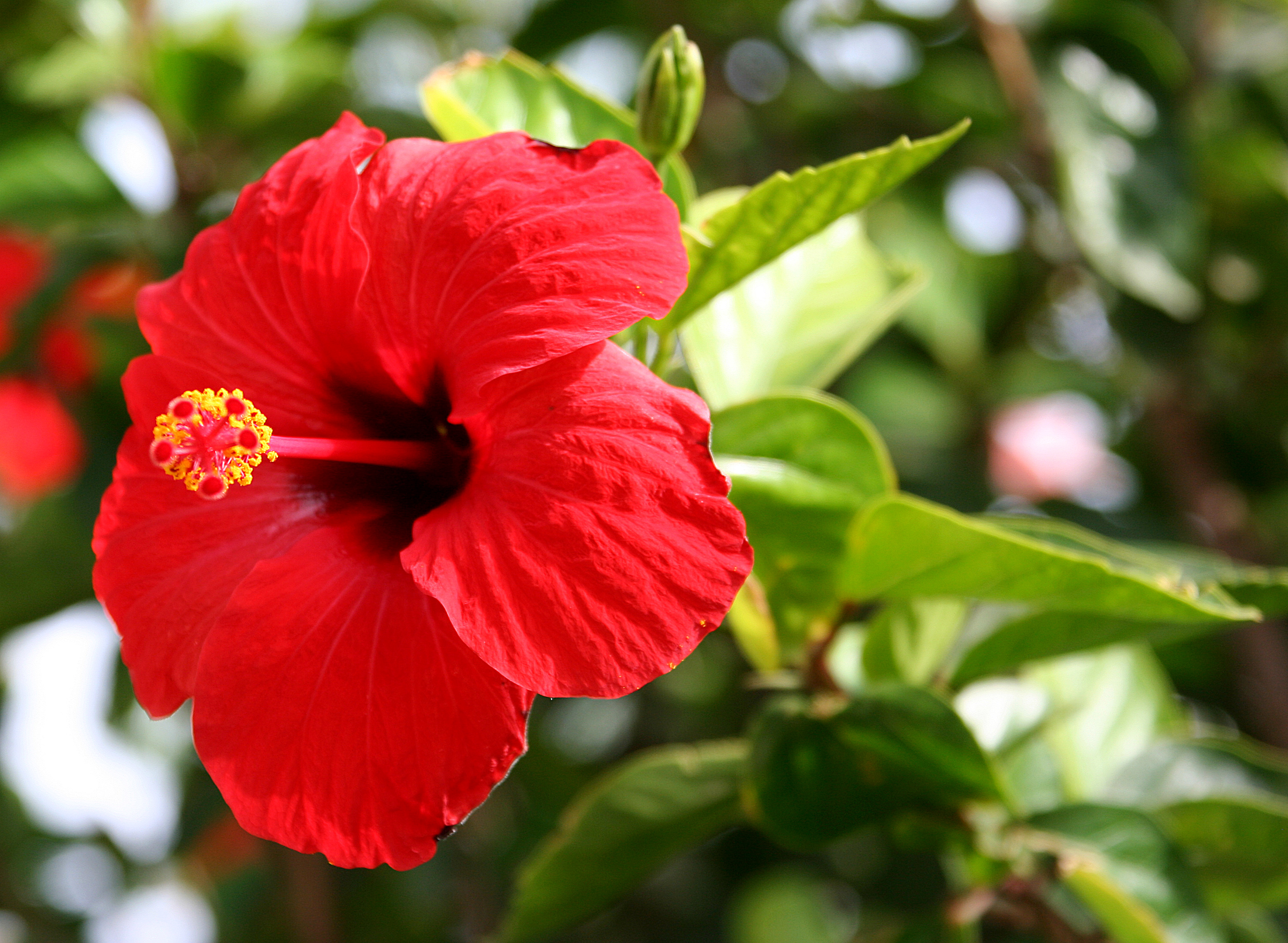
Гибискус — один из распространённых цветков, на которых питаются бабочки птицекрылки королевы Александры

Пик численности взрослых особей приходится на более засушливые месяцы с мая по октябрь, а в более влажные месяцы в конце года встречается меньшее количество особей. Бабочки характеризуются быстрым и сильным полётом и, как правило, летают высоко над землёй на высоте 20—30 метров. Самцы склонны к длительным полётам, разыскивая самок и цветки для питания, в поисках последних могут залетать в сады. Однако, как правило, они проводят бо́льшую часть времени высоко в пологе леса в затенённых участках и стараются избегать открытых пространств. Каждое утро самцы патрулируют свои лесные территории, разыскивая в подлеске только что появившихся самок. Самцы проявляют территориальное поведение и агрессивно защищают свои участки от других самцов. Интересно, что со своих участков они также прогоняют и представителей других видов бабочек со схожими размерами и окраской, другие виды птицекрылок и даже мелких птиц.
Когда самец находит самку, то начинает парить над ней, выпуская феромоны. Спаривание длится около 2 часов. После чего спустя 2 или 3 дня самка приступает к откладыванию яиц.
Самок, как и у большинства других видов птицекрылок, преимущественно можно увидеть кормящимися на цветах или медленно летающими под пологом леса в поисках кормовых растений гусениц для откладывания яиц.
Самки и самцы активно питаются на цветках. Бабочки предпочитают красные, оранжевые или белые цветки различных деревьев, лиан и кустарников, как местных, так и интродуцированных видов, которые достаточно велики, чтобы выдержать их вес до 12 граммов. При этом бабочкам приходится постоянно взмахивать крыльями, чтобы сохранять своё положение над цветами во время питания. Бабочки охотнее питаются нектаром во влажные, пасмурные и безветренные дни, особенно ранним утром. В небольшом охраняемом лесном массиве, прилегающем к Леджо (Хигатуру), отмечено питание на цветках иксоры. В Ондахари задокументировано питание на гибискусах, Alphitonia macrocarpa и Costus speciosus в период с 07:35 до 16:00, главным образом в промежутки с 08:00 до 09:00 и с 14:00 до 16:00. Вид очень редко залетает в городской район Попондетты для питания на цветках гибискуса, иксоры, цезальпинии, Mussaenda и Poincettia. В целом отмечено питание бабочек на цветках следующих родов и видов растений: гибискус, молочай красивейший, эритрина, клеродендрум, клейнховия, баугиния, бугенвиллея, цезальпиния, ипомея, кофейное дерево, вербена, Tectona grandis, Spathodea campanulata, Deplanchea, Intsia bijuga, Abizzia falcataria, Costus speciosus, Commersonia, Alphitonia macrocarpa, Ixora chinensis, Poinsettia.

## Естественные враги и заболевания
Известно, что другие виды рода Ornithoptera гибнут на стадии яйца от паразитоидных ос рода Ooencyrtus (семейство энциртиды), что пока не было зарегистрировано для птицекрылки королевы Александры. Вероятно, паразитизм на стадии яйца является минимальным, отчасти благодаря одиночному откладыванию яиц.
Гусеницы редко поражаются паразитами. Имеются сообщения об их поражении грибковыми заболеваниями. Описан случай обнаружения гусеницы, покрытой яйцами неидентифицированного вида тахины, которая продолжала питаться, нормально окуклилась и превратилась во взрослую бабочку. По-видимому, яйца паразита не вылупились, или вышедшие личинки не выжили. Известен случай выхода из куколки большого количества мелких чёрных наездников, вероятно, из семейства Chalcididae. Бракониды рода Cotesia вызывали гибель гусениц второго возраста — их стайные личинки образовывали коконы на спинной поверхности гусеницы-хозяина. Известен случай, когда погибшая гусеница шестого возраста содержала нематодных червей.
Яйца, гусеницы, предкуколки и мягкие свежие куколки иногда погибают от нападений муравьёв и ос (Vespa). Гусеницами и куколками питаются местные древесные млекопитающие, как то древесные чешуйчатохвостые крысы (например, Chiruromys forbesi) и мелкие сумчатые. Сообщается, что на гусениц также нападают лягушки, ящерицы и птицы (кукушки, шпорцевые кукушки и дронго). Некоторые местные виды птиц, такие как зимородки и особенно щетинистая кукушка (Cacomantis variolosus), по-видимому, являются специализированными хищниками как гусениц орнитоптеры королевы Александры, так и других видов птицекрылок, обитающих в Папуа-Новой Гвинее.
Взрослые особи обоих полов также подвержены грибковым заболеваниями. Бабочки, по-видимому, мало страдают от хищников, но некоторые особи могут попадать в огромные паутинные сети очень крупных и часто встречающихся в их местах обитания пауков из рода кругопряды-нефилы, главным образом вида Nephila pilipes.
Имеются сообщения о ловле бабочек местным населением как в качестве традиционного промысла, так и в последние десятилетия для получения финансовой выгоды.

## Угрозы и лимитирующие факторы
Птицекрылка королевы Александры считается редким в природе видом, потенциально уязвимым в силу целого ряда своих биологических особенностей и имеющим меньше возможностей противостоять негативному антропогенному влиянию. Небольшая численность вида непосредственно увеличивает вероятность исчезновения его отдельных популяций, как в результате изменений природных условий, так и под влиянием антропогенных факторов. Малая и ограниченная площадь глобального ареала и его фрагментарность увеличивают риски исчезновения, поскольку даже локальные изменения в среде обитания на небольшой площади могут оказаться губительными для данного вида. Низкая плотность в местах обитания, составляющая до 25 особей на 1 км², является тесно взаимосвязанной с двумя предыдущими факторами. Она увеличивает риски исчезновения птицекрылки королевы Александры на отдельных территориях, так как гибель даже небольшого количества особей на любой стадии жизненного цикла может приводить к локальному исчезновению вида. Помимо этого, низкая плотность популяции может затруднять процессы её естественного воспроизведения. Строгая зависимость от ограниченных ресурсов (единственного кормового растения гусениц) и способность вида существовать только в определённых условиях среды обитания также делают вид крайне уязвимым. Исчезновение и сокращение доступных кормовых растений для питания гусениц и уничтожение или нарушения специфических биотопов могут приводить вид к критическому положению. Птицекрылка королевы Александры и среда её обитания находятся под влиянием таких антропогенных факторов, как лесозаготовки, сменное натуральное сельское хозяйство, коммерческое выращивание масличной пальмы; угрозу представляют лесные пожары и активность вулкана Ламингтон. Главной угрозой для вида является уничтожение его среды обитания, что впервые было отмечено ещё в 1971 году энтомологом и исследователем бабочек Бернардом Д’Абрера, предположившим, что вид становится всё более редким из-за вырубки лесов и отлова диких бабочек. Позднее было высказано предположение, что незаконный вылов бабочек в природе не сопоставим с угрозами исчезновения среды обитания.

### Вырубка лесов

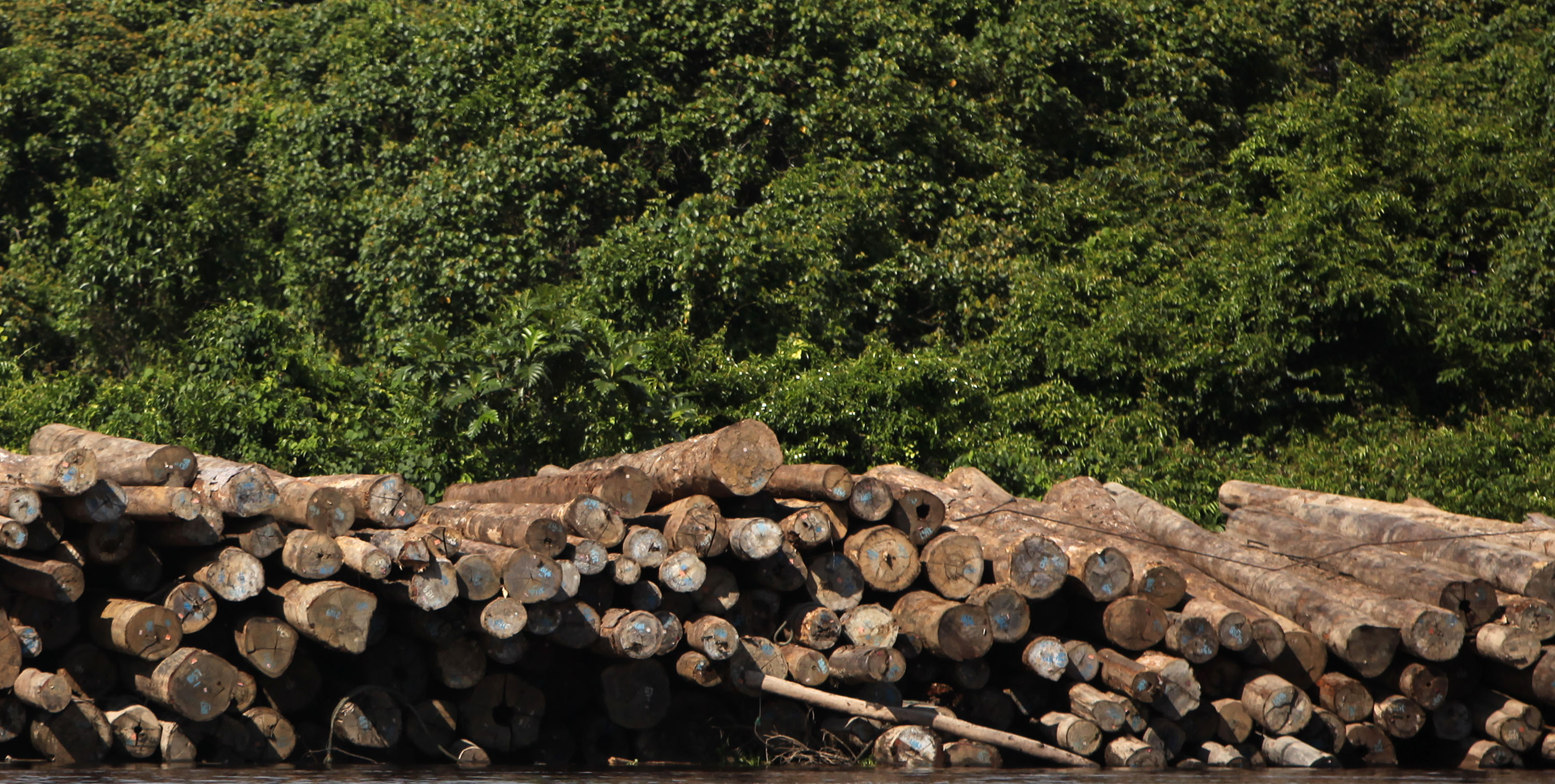
Лесозаготовки в местах обитания птицекрылки королевы Александры являются важным лимитирующим фактором её численности

Вырубки лесов в местах обитания вида являются важным лимитирующим фактором. Сравнение картирования лесного покрова в 1973—1974 и 2002 годах свидетельствует, что на равнине Попондетта произошло общее сокращение площадей лесов. Уменьшение лесных массивов привело к усилению фрагментации и изоляции оставшихся участков леса, окружённых территориями с различной интенсивностью землепользования. Исчезновение лесов на равнине Попондетта представляет собой реальную угрозу дальнейшему выживанию вида.
Лесная промышленность играла важную роль в экономике Папуа — Новой Гвинеи и на конец 1980-х годов была третьим по величине источником иностранной валюты в стране. Вырубка лесов в районе Попондетты в основном активизировалась на протяжении 1980-х годов. Принимая во внимание Закон Папуа — Новой Гвинеи об экологическом планировании 1978 года, все лесозаготовки в регионе Попондетта были фактически незаконными, поскольку экологические планы никогда не составлялись ни для одного из районов лесных заповедников в этом регионе. Согласно лесному плану Северной провинции, принятому в 1986 году, бо́льшая часть земель с уклоном менее 30о была признана пригодной для лесозаготовок. Так, территория Сева, расположенная прямо у подножья вулкана Ламингтон и ограниченная на юге рекой Гируа, в 1989 году ещё представляла собой первичный тропический лес, считавшийся наиболее богатым в видовом разнообразии диптерокарповым лесом в этом регионе. В 1989 и 1990 годах было выдано разрешение на вырубку леса в районе Сева в пределах границ рек Гируа и Джегопа. Изначально данная территория включала гораздо бо́льшую предполагаемую площадь под вырубки, продолжившиеся на север вплоть до реки Самбога в районе озёр Эмби. Тем не менее район озера Эмби считается потенциально ценным национальным парком. В 1991 году лесозаготовительные работы в районе Гируа-Хайдзё уничтожили большу́ю часть местообитаний вида, которая включала в себя хорошо развитый вторичный лес с большим количеством кормовых растений гусениц. С 1992 года в провинции произошло дальнейшее развитие лесозаготовок. По состоянию на 2016 год коммерческие вырубки на плато Манагалас и окружающих прибрежных холмах не велись.
Уничтожение среды обитания птицекрылки королевы Александры из-за вырубок леса, как и ожидалось, губительно для бабочек (и всех других диких животных) в краткосрочной перспективе; однако по мере возрождения леса подходящая среда обитания медленно восстанавливается. Многочисленные лесные поляны, созданные во время лесозаготовок, вероятно, больше благоприятствуют птицекрылке Приама, чем птицекрылке королевы Александры. Однако поскольку последняя предпочитает также вторичные леса с открытыми пространствами, то просеки, дороги для лесовозов и старые небольшие природные водоёмы, используемые для хранения деревянных брёвен, могут иметь благоприятное влияние, если не заняты инвазивными видами лиан. В то же время лесозаготовки охватывают всё новые и новые территории, что приводит к увеличению площадей и протяжённости лесных вырубок, вызывающих изменение природной среды обитания бабочек. Современная практика лесозаготовок в Папуа — Новой Гвинее часто предполагает выборочную вырубку хозяйственно ценных пород деревьев, что неизбежно приводит к вторичному повреждению соседних деревьев. Кодекс лесозаготовок Папуа — Новой Гвинеи (1996) предполагает 40-летний период восстановления лесов и создания адекватной системы природных заповедников, которые имеют важное значение для поддержания популяции птицекрылки Александры. Однако в настоящее время ведётся повторная заготовка леса, которая, скорее всего, будет продолжаться, пока не будут найдены способы, обеспечивающие соблюдение Кодекса.

### Плантации масличной пальмы

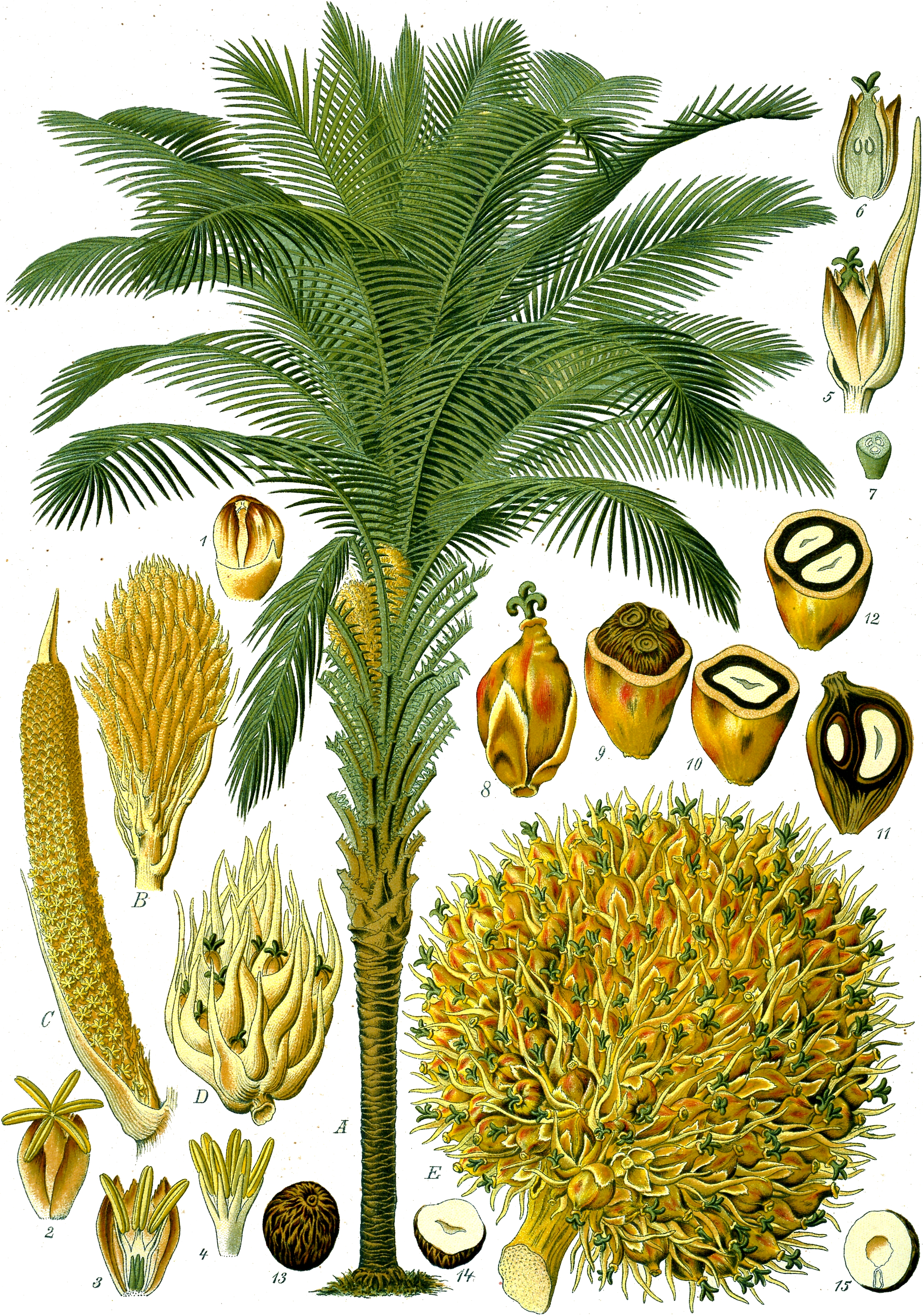
.

Бо́льшая часть местообитаний птицекрылки Александры на равнине Попондетта находится в районах, пригодных для выращивания масличной пальмы (Elaeis guineensis). История индустрии по её выращиванию в регионе Попондетта берёт своё начало в 1970-х годах. После успеха выращивания масличной пальмы в Хоскинсе (провинция Восточная Новая Британия) правительство Папуа — Новой Гвинеи обратилось к Международному банку реконструкции и развития с просьбой о помощи в финансировании развития мелких фермерских хозяйств по её выращиванию в Биалле (провинция Западная Новая Британия) и Попондетте. В феврале 1976 года миссия Всемирного банка посетила Папуа — Новую Гвинею для согласования и завершения данного проекта. Предлагаемый восьмилетний проект был реализован без положений о сохранении птицекрылки Александры. Параллельно с этим ещё в 1974 году Корпорация развития Содружества по приглашению правительства Папуа-Новой Гвинеи провела исследование для изучения возможности масштабных посадок масличной пальмы в Северной провинции на землях, ранее занятых неудачной схемой выращивания какао. Предложение касалось основного хозяйства и перерабатывающей фабрики, которые также перерабатывали бы аналогичную продукцию от мелких землевладельцев. В 1976 году компания «Higaturu Oil Palm Ltd.» вырубила около 4,6 тысячи га первичных и вторичных лесов под плантации масличной пальмы. Помимо этого, с 1976 по 1984 год в рамках Проекта развития выращивания масличной пальмы мелкими землевладельцами в Попондетте было освоено ещё 5,6 тысячи га земель под выращивание пальмы. В мае 1980 года была запущена первая технологическая линия. В результате развития плантаций за 1980 год произошло крупное сокращение площади распространения птицекрылки королевы Александры, не менее чем на 2,7 тысячи га фактической или вероятной природной среды обитания вида. К 1991 году площадь плантаций в данных районах была увеличена ещё на 2 тысячи га. По состоянию на конец 2013 года в этой части Папуа-Новой Гвинеи насчитывалось около 8819 га основных плантаций и 12 650 га мелких разрозненных плантаций масличной пальмы. Дальнейшая утрата среды обитания из-за развития плантаций в настоящее время маловероятна, так как вовлечённые компании обязались не сажать данную культуру на всех участках, вырубленных после 2005 года.
В начале 1990-х годов правительство Папуа — Новой Гвинеи и Всемирный банк пересмотрели концепцию развития плантаций и стали стремиться к тому, чтобы расширение посадок масличной пальмы в дальнейшем не увеличивало риски существования птицекрылки Александры. Затраты на разведение и выпуск бабочек в природу были включены в кредит Всемирного банка для увеличения количества посадок масличной пальмы мелкими частными землевладельцами, которые, должны были начаться в 1993 году. Правительство Папуа — Новой Гвинеи также обратилось к Австралийскому агентству по международному развитию с просьбой рассмотреть вопрос о поддержке данного проекта.
Вместе с тем в начале 2000-х годов концерн «Австралийский сельскохозяйственный консалтинг и менеджмент» выразил обеспокоенность тем, что без специальной защиты среды обитания бабочки плантации масличных пальм будут расширены за счёт садоводческих участков или вторичных лесов, а мелкие землевладельцы могут вторгнуться в первичные тропические леса для расширения своих сельскохозяйственных угодий. В ответ на это компания «Oil Palm Industry Corporation Ltd.» указала, что выращивание масличной пальмы главным образом будет вестись на пастбищах, что подтвердилось впоследствии. Считается, что большие посадки масличной пальмы являются искусственными барьерами для передвижения бабочек по ландшафту в местах обитания.

### Натуральное сельское хозяйство
Использование земель под плантации масличной пальмы также привело к изменению демографии населения равнины Попондетта, что стало причиной вторичных изменений землепользования в районах около поселений. В связи с постоянно растущей численностью населения за период с 1986 по 2016 год активизировалась вырубка лесов в результате сменного выращивания — сельскохозяйственной системы, при которой участки земли временно обрабатываются, а впоследствии забрасываются, в это время паровая растительность может свободно расти, а культиватор переходит к возделыванию другого участка земли. Обычно возделывание участка заканчивается, когда почва на нём имеет признаки истощения или зарастает сорняками. Продолжительность обработки полей при сменном выращивании обычно короче, чем период, за который земля способна восстановиться под паром. Данный метод ведения сельского хозяйства преимущественно используется в экономически слабо развитых странах с низким уровнем дохода. На равнине Попондетта многие мелкие землевладельцы и работники плантаций занимаются выращиванием природных садов в качестве основного источника дохода. Меняющееся демографическое распределение по ландшафту увеличивает нагрузку на лесные ресурсы и, следовательно, на среду обитания птицекрылки Александры. Во многих районах на плато Манагалас отсутствуют подходящие площади для возделывания, что приводит к сокращению времени севооборота (домашних посадок). Прямым следствием этого является быстрая деградация почв. A. dielsiana, будучи кормовым растением гусениц птицекрылки королевы Александры, плохо растёт на деградировавших открытых средах обитания, поскольку ей требуются плодородные почвы с высоким содержанием фосфора, а также поддерживающие деревья, по которым она вьётся.

### Засуха и лесные пожары
В 1997 году произошло влиятельное явление Эль-Ниньо. Во время последовавшей засухи зарегистрированная численность вида в районе Кавовоки уменьшилась на 40 %, а в Войворо осталась неизменной. Ограниченный рост новых кормовых растений привёл к голоданию гусениц ранних возрастов, а уменьшение источников нектара вызвало сокращение яйцекладки бабочками. Возможно, также увеличилась их смертность. Пожары также сильно изменили места обитания в районе Кавовоки, а резкое увеличение во время последовавших за засухой дождей привело к массовому росту ротанга, что стало причиной временного отсутствия птицекрылки Александры в данном регионе. Пожары, вышедшие из-под контроля, длившиеся на протяжении трёх недель, охватили долину Муса от Сафии, уничтожив среду обитания вида и его кормовые растения. В Намуди сильные лесные пожары охватили два участка, на которых произрастало около 250 кормовых растений гусениц. Спустя семь месяцев только 16 кирказонов были найдены живыми: таким образом, было уничтожено 94 % от всей численности кормовых растений в этом регионе. Преимагинальные стадии также погибли во время данных пожаров. Некоторые из них были вызваны оставленными горящими факелами в лесу или непотушенными кострами для приготовления пищи у жилищ местного населения, а в одном случае человек с психическими расстройствами стал причиной возгорания склона холмов вблизи Афоре.

### Извержение вулкана Ламингтон

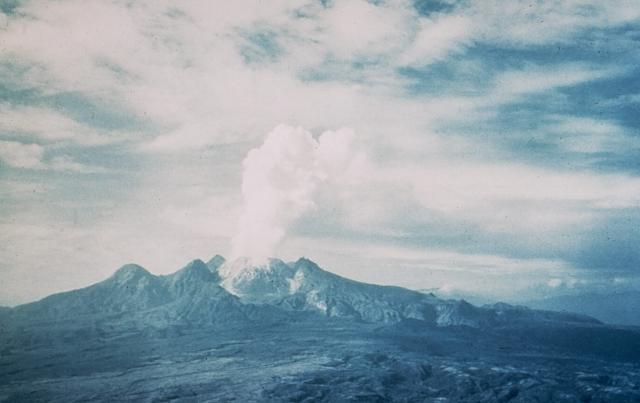
Вулкан Ламингтон, конец 1951 года

Вулкан Ламингтон — стратовулкан андезитового происхождения, высотой 1680 метров, возвышающийся над прибрежной равниной к северу от хребта Оуэн-Стэнли. Вершинный комплекс лавовых куполов и остатков кратеров возвышается над пологим основанием из вулканических пластических отложений, расчленённом речными долинами. Разрушительное извержение началось в ночь на 18 января 1951 года. Из вулкана выбрасывались большие шлейфы тёмно-серого пепла и произошёл мощный взрыв. Муссонные ветры вызвали сильный пеплопад на южной стороне вулкана. Через три дня 21 января в 10:40 произошло наиболее сильное извержение, в ходе которого была разрушена бо́льшая часть северной стороны вулкана с истечением пирокластических потоков. Зона сильного разрушения простиралась в радиусе около 12 км. 5 марта того же года произошло повторное сильное извержение, отбросившее большие куски вулканического купола на расстояние до 3 км и вызвавшее пирокластические потоки, изливавшиеся на расстояние 14 км. Тропические леса поблизости от вулкана, не уничтоженные пирокластическими потоками, были покрыты толстым слоем вулканического пепла, а деревья начали падать под его тяжестью. Всего в результате извержений 1951 года было уничтожено около 250 км² основных мест обитания птицекрылки королевы Александры, что сделало ещё больше фрагментированным и без того неравномерное распространение вида в данном регионе.

## Охрана
Основным фактором, угрожающим сохранению вида, является постоянное изменение и сокращение его природной среды обитания в результаты деятельности человека. В районе Попондетта это связано с выращиванием плантаций и лесозаготовками, неуклонным ростом численности населения во внутренних районах, которое всё чаще вырубает участки леса для возделывания огородов. До выращивания масличных пальм на равнине Попондетта сельскохозяйственные угодья были засажены большими плантациями какао и каучуконосных растений. В районе Афоре основной проблемой является рост численности населения, а также распространение и интенсификация натурального сельского хозяйства. Сокращение площадей среды обитания также усугубляется в связи с развитием сельского хозяйства.
Папуа — Новая Гвинея стала первой страной, определившей сохранение насекомых в качестве национальной цели в своей конституции. В 1966 году правительством Папуа — Новой Гвинеи было принято «Постановление об охране фауны», согласно которому в последующие 1968 и 1974 года были приняты законодательные акты по охране семи видов бабочек-птицекрылок рода Ornithoptera (включая птицекрылку Александры). Многие иностранные дилеры и торговцы бабочками были депортированы из страны. Также в 1966 году был принят «Закон о фауне (Защита и контроль)», а в 1976 году в него были внесены поправки. Закон запрещает убийство, покупку, продажу или владение охраняемыми видами животных (раздел 8 и 9). Данный закон направлен на выполнение обязательств Папуа — Новой Гвинеи, как участника Конвенции о международной торговле видами дикой фауны и флоры, находящимися под угрозой исчезновения (СИТЕС), по исполнению Закона о международной торговле флорой и фауной, принятого в 1979 году. Обширная территория плато Манагалас со средой обитания, поддерживающей популяцию этого вида, была предложена в качестве заповедной зоны в соответствии с Законом о заповедных зонах 1978 года. В 1974 году было принято законодательство, ограничивающее торговлю охраняемыми бабочками-птицекрылками с жителями Папуа-Новой Гвинеи.
В 1970 году администрация правительства Австралии в Папуа — Новой Гвинее наняла энтомолога и специалиста по птицекрылкам Рэя Стрэтмана для исследования и картирования распространения птицекрылки королевы Александры. В 1973 году Гресситт и Зейглер пытались привлечь внимание правительства к бедственному положению вида и необходимости его сохранения, заявив, что весь ограниченный ареал может быть уничтожен вследствие широкого развития сельского хозяйства. В начале 1970-х годов по просьбе местных традиционных землевладельцев для дальнейшего использования им была предложена большая территория площадью около 10 тысяч га к северу от Попондетты, в некоторых районах которой была распространена птицекрылка королевы Александры. В конечном итоге данный район сильно пострадал от лесозаготовок, плантаций масличной пальмы и прочего антропогенного влияния.
В 1978 году Пайл и Хьюз по результатам трёхмесячного консультирования рекомендовали провести углублённое исследование для разработки подробного плана по сохранению вида. Между 1980 и 1990 годами были подготовлены исследования и отчёты, содержащие множество рекомендаций, которые были представлены в Отдел дикой природы Папуа — Новой Гвинеи
Международный союз охраны природы (МСОП) внёс птицекрылку Александры в список видов, находящихся под угрозой исчезновения по критерию B2ab (iii).

### СИТЕС
Все виды бабочек из рода Ornithoptera охраняются в соответствии с Приложением II к СИТЕС — перечню видов, экспорт, реэкспорт и импорт которых регулируется в соответствии с Конвенцией о международной торговле видами дикой фауны и флоры, находящимися под угрозой исчезновения (СИТЕС). С 1973 года птицекрылка королевы Александры также была в перечне видов Приложения II СИТЕС. Различные исследователи в середине 1980-х годов придерживались мнения, что птицекрылку королевы Александры необходимо включить в Приложение I СИТЕС и к категории находящихся под угрозой исчезновения МСОП.
В 1987 году вид был переведён в Приложение I СИТЕС, которое включает виды, считающиеся наиболее исчезающими животными и растениями (Статья 11, пункт 1 Конвенции). СИТЕС запрещает любую международную торговлю такими видами, за исключением случаев, когда цель импорта не является коммерческой; например, для научных исследований с одобрения отправляющей страны (в случае птицекрылки Александры такой страной является Папуа-Новой Гвинея).
Птицекрылка Александры является одним из трёх видов бабочек, включённых в Приложение I СИТЕС. Кроме неё, в список включён эндемик Ямайки парусник Гомера (Papilio homerus) и эндемик Филиппин Papilio chikae.

### Международная торговля и чёрный рынок

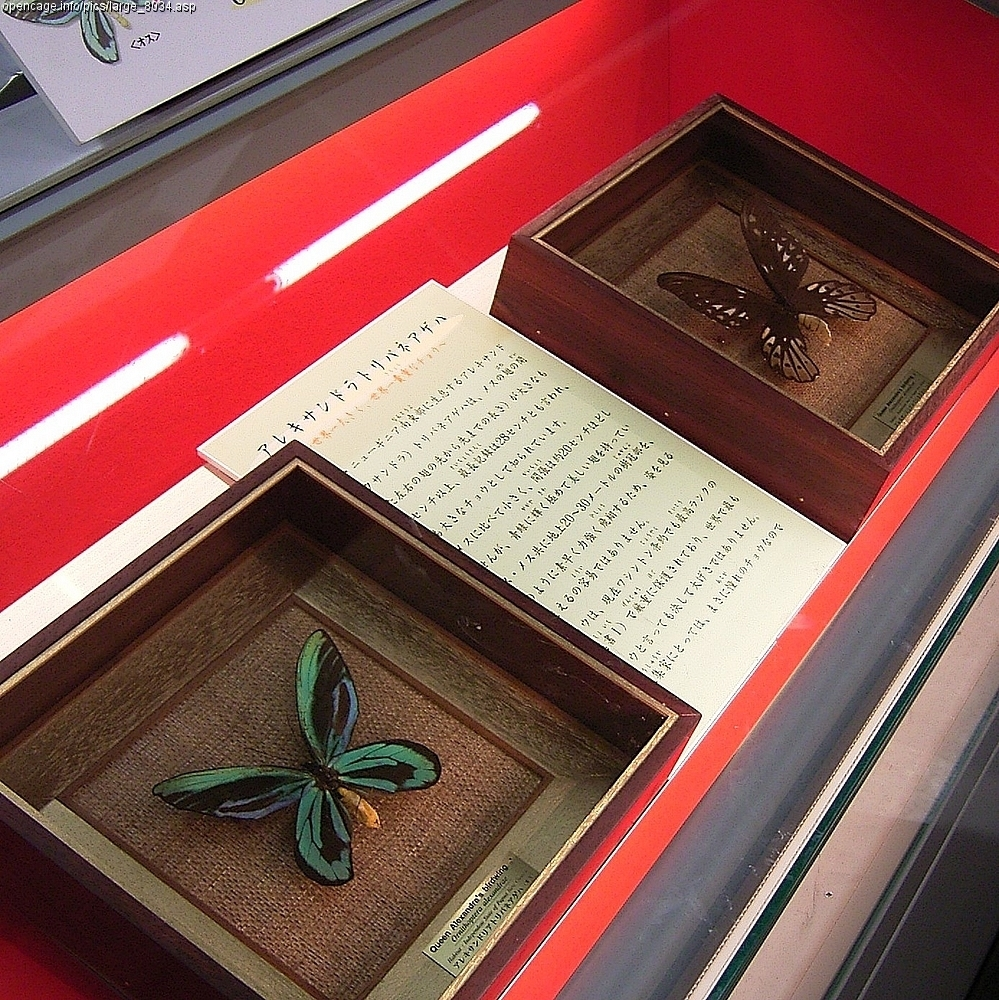
Несмотря на ограничения торговли данным видом, стоимость пары бабочек на чёрном рынке среди коллекционеров может достигать до 8—10 тысяч долларов США

Как и другие виды бабочек-птицекрылок, орнитоптера королевы Александры всегда была популярным и желанным объектом для многих частных коллекционеров бабочек и насекомых. Вплоть до взятия вида под охрану торговля им не была запрещена, и вид регулярно встречался в каталогах европейских и американских дилеров, специализирующихся на продаже насекомых. На ноябрь 1970 года цена за пару бабочек у британских дилеров «Butterfly Centre Tenterden» доходила до 98 фунтов стерлингов, а в каталоге «The Butterfly Company» за 1971—1972 года составляла 150 долларов США. Некоторые коллекционеры и дилеры по продаже насекомых обучили местных жителей, как выращивать гусениц или собирать куколки, чтобы получить идеальные коллекционные экземпляры. Вызванный этим рост изъятия экземпляров из природной среды обитания вызвал беспокойство у некоторых энтомологов. Они указывали, что в связи с ограниченным ареалом из-за чрезмерного сбора существует опасность в долгосрочной перспективе негативного влияния на численность популяции вида. Международная торговля засушенными экземплярами бабочек (для энтомологических коллекций) без соответствующего разрешения была прекращена после взятия вида под охрану в 1968 году.
Однако известны неединичные случаи незаконной торговли данным видом после введения запретов. Несмотря на международное и внутреннее законодательство, у коллекционеров и неавторизованных дилеров неоднократно обнаруживались коллекционные экземпляры бабочек, добытые и проданные без соответствующих разрешений. По-прежнему некоторые экземпляры незаконно собираются и продаются на чёрном рынке. Учитывая высокую стоимость за пару бабочек в Америке, Японии и Европе (в 2014 году сообщалось, что она составляла от 3—5 тысяч долларов США за самца до 8,5—10 тысяч долларов США за пару бабочек), потенциальная прибыль от незаконной торговли является очень высокой. Высушенные экземпляры взрослых особей очень лёгкие, и их легко спрятать для перевозки, а контрабандисты получают крупные денежные вознаграждения.
Например, в начале 1970-х Генри Роубер был оштрафован за хранение 35 самцов и 62 самок птицекрылки королевы Александры, которые он убедил местных жителей собрать для него за небольшую часть их рыночной стоимости. В 1989 году иностранные коллекционеры, выдавая себя за обычных туристов, просили отдельных местных жителей в Попондетте собрать для них бабочек данного вида. По состоянию на начало 1990-х годов птицекрылка королевы Александры продолжала часто рекламироваться в американских, немецких, британских и японских каталогах торговцев насекомыми, и не все из этих экземпляров были собранными до принятия Постановления об охране.
В сентябре 1998 года Рассел Хауро, землевладелец из Войворо, предстал перед судом в Папуа — Новой Гвинее за продажу шести экземпляров бабочек гражданину Канады энтомологу и коллекционеру бабочек Жилю Делилю (Gilles Delisle) по цене 75 долларов США за самца и 50 долларов США за самку. Образцы были обнаружены на почтовой таможне в Ванкувере — они были спрятанными в книге-тайнике с твёрдым переплётом. Это привело к судебному преследованию Делиля: в 2001 году по обвинению в сговоре с целью контрабанды бабочек, охраняемых СИТЕС, и незаконном ввозе их в Канаду. Канадское правительство оплатило поездку Хауро в Канаду для дачи показаний в суде, и Делиль был признан виновным и оштрафован на сумму 50 тысяч канадских долларов. Суд также наложил на него также 5-летний запрет на торговлю, импорт и экспорт бабочек Ornithoptera alexandrae. Результаты этого судебного преследования были опубликованы на международном уровне.
В 2007 году в американском штате Калифорния Служба охраны рыбных ресурсов и диких животных США в ходе спецоперации задержала японского контрабандиста Йоши Кодзиму (Yoshi Kojima), который впоследствии был приговорён к 21 месяцу тюремного заключения и штрафу в размере 30 тысяч долларов США за правонарушения, которые включали контрабанду охраняемых видов, включая продажу пары птицекрылки Александры.
Понижение статуса вида до Приложения II СИТЕС позволило бы осуществлять ограниченную контролируемую торговлю бабочками для коллекционеров, тем самым стимулируя местных фермеров, ведущих натуральное хозяйство, сохранять места обитания птицекрылки королевы Александры, позволяя им продавать только строго контролируемую квоту экземпляров бабочек.

### Охраняемые территории
Защита среды обитания птицекрылки Александры постоянно предлагалась как одна из основных стратегий сохранения вида. Однако подобная стратегия трудно реализуема без практической поддержки и понимания со стороны местного населения и землевладельцев, правительства, международных природоохранных организация и других агентств. Подобные стратегии включают поощрение, создание и управление охраняемыми территориями и заповедные зоны.
Хотя сохранение птицекрылки королевы Александры и её среды обитания официально признано основной задачей, создание и поддержание охраняемых территорий по типу резерватов — районов управления дикой природой (WMA) — для достижения эффективного сохранения было ограничено. Отсутствие финансовой поддержки и эффективного управления WMA были главными факторами отсутствия успехов в защите среды обитания, подходящей для вида. Данные вопросы остаются ключевыми факторами сохранения любых будущих охраняемых территорий. Из 21 участка, предложенного для создания заповедников птицекрылки Александры на равнине Попондетта в 1998 году, к 2006 году восемь были преобразованы в плантации масличных пальм для мелких фермерских хозяйств, что было связано с их потребностью в получении экономической прибыли.
Парсонс в 1980 году рекомендовал создание трёх охраняемых территорий на основании обитания на их территории птицекрылки александры: Сай/Мангуре, Гиригирита/Онгохо и Хухуру/Нью-Варисота. В 2006 году Малайса предложил следующие 14 дополнительных областей в качестве потенциальных заказников для сохранения вида: Ахора, Байхере, Бамбохамбо, Беауру, Дакадул, Хомбарета, Индавари, Ингабабари, Каусада, Леджо, Манагалас, Онгохо, Сиаи, Войворо. Также следующие деревни, находящиеся в районах обитания орнитоптеры Александры, были рекомендованы для проведения природоохранных мероприятий: Афоре, Дареки, Деа, Гевойя, Кавовоки, Коруво, Корала, Квено, Семехара, Сигара, Сирибу, Табуане, Тахама, Тома, Умбара и Йоиви.
В конце 1990-х годов «Oro Conservation Project» сосредоточил свои исследования и деятельность на сохранении трёх участков — резерватов (районов управления дикой природой; WMA): предлагаемый резерват Войворо в Ондахари площадью около 400 га на северо-западе провинции, который в 1993 году считался одним из лучших мест для сохранения вида; резерват Хомбарета площадью около 130 га в центральной части провинции; предлагаемый резерват Гевото/Сананада площадью около 800 га на северо-востоке провинции недалеко от побережья. К концу 1990-х годов резерват Хомбарета площадью 130 га больше не поддерживал популяцию птицекрылки, и к 2016 году данный район уже представлял лесной «остров», окружённый плантациями масличных пальм: возможно, являлся слишком малым, чтобы поддерживать популяцию орнитоптеры Александры в течение длительного времени. Для заповедников может существовать минимальный критический размер, ниже которого местообитание больше не сможет поддерживать постоянную популяцию вида. Однако было установлено, что в заповеднике в Лехо площадью всего 49,5 га (на ноябрь 2014 года) существовала небольшая популяция орнитоптеры Александры. В обеих данных областях были осуществлены дополнительные посадки кормовых растений гусениц, хотя это и не смогло сохранить жизнеспособную популяцию в Хомбарете. Изоляция от прилегающей природной среды обитания считается вероятной причиной исчезновения вида в данном регионе. Также в 1990 году было предложено создание ряда заповедников, соединённых между собой лесополосами с произрастающими кормовыми растениями гусениц. Подобная стратегия была успешно внедрена для территорий по сохранению другого вида птицекрылок — Ornithoptera richmondia в Северной Австралии.
По мере того, как тропические леса на равнине Попондетта становились всё более фрагментированными, в середине 2010-х годов планировалось создание сети общинных заповедников, что стало бы одной из основных стратегий сохранения вида. Данная сеть должна была включать территории в Эсугапе, Индоваре, Ингабабаре, Кекере и Войворо, где по результатам программы мониторинга было установлено обитание птицекрылки королевы Александры. Индоваре и Войворо являются территориями, где производились дополнительные посадки кормовых растений гусениц. Перспективными являются особая государственная аренда территорий, подлежащих охране, и сохранение заповедных территорий с использованием дополнительных экономических стимулов для местного населения.
29 ноября 2017 года было объявлено о создании заповедника в районе Манагалас площадью 3,6 тысячи км² в самой центральной области ареала данного вида бабочек. Создание этой охранной территории, на завершение которого ушло 32 года, было поддержано правительством Норвегии и Фондом тропических лесов Норвегии.

### Посадки кормового растения гусениц
Несмотря на широкое распространение своего кормового растения гусениц Aristolochia dielsiana, птицекрылка королевы Александры имеет значительно более ограниченный ареал, что, возможно, связано с плохими или неподходящими питательными свойствами растений, произрастающих на определённых почвах. В связи с этим одним из мероприятий по сохранению вида стали высадка саженцев Aristolochia dielsiana в местах обитания птицекрылки Александры. Первые высадки проводились Родериком Орари и Рэем Стрэтманом в Хомбарете в 1970-х годах. К 1999 году было высажено более 1 тысячи растений. Эдди Малайза также высадил около 1 тысячи растений в Лехо в 1993—1994 годах; однако во время повторных обследований территории в августе и ноябре 2008 года было обнаружено только 22 уцелевшие лианы. В Войворо с 1978 по 1999 год суммарно было также посажено более 1 тысячи саженцев, и планировались дальнейшие посадки. На плато Манагалас было обнаружено, что лианы кирказона Aristolochia dielsiana встречаются в естественных условиях вдоль хребтов и крупных рек с плотностью более 400 растений на гектар в районе Кавовоки. После засухи 1997 года в этом районе вместе с активным ростом кирказона было отмечено увеличение численности бабочек, за которым последовало сокращение популяции. Были сделаны выводы, что при высокой численности и плотности популяции в одном локалитете она впоследствии может быстро сократиться из-за чрезмерного потребления доступных кормовых растений либо из-за увеличения нападений хищников/паразитоидов, что в итоге приводит к высокой смертности. Считалось, что посадки кормовых растений в местах обитания бабочек теоретически должны поддерживать более жизнеспособную популяцию вида, чем на территориях, где посадки не проводились. Сельскохозяйственная компания, владеющая плантациями масличной пальмы в регионе, «Higaturu Oil Palm Ltd», в 1991—1993 годах оказала помощь в размножении 8 тысяч саженцев Aristolochia dielsiana, в основном через собственный питомник в Лехо. Растения были посажены на территории Лехо (1,8 тысячи саженцев), Хомбарета (350 саженцев) и Капурахамбо (600 саженцев), а также в резерватах Войворо и Ингабабаре. Данная стратегия дала неоднозначные результаты, возможно, из-за того, что часть посаженных растений была непригодной (генотип был неприемлем) для гусениц. На некоторых участках высаженные растения страдали от лесных пожаров 1997 года, и сохранными осталось не более 3,6 % высаженных саженцев. В настоящее время ведутся исследования о возможности выращивания Aristolochia dielsiana на окраинах плантаций масличных пальм или других пород деревьев, в пределах участков или буферных зон, прилегающих к местам обитания птицекрылки Александры.

### Повышение осведомлённости населения об охране
Важную роль в вопросе охраны редких видов играют в том числе меры по повышению осведомлённости населения о важности сохранения биологического разнообразия. Данные мероприятия в районах обитания птицекрылки королевы Александры могли бы привести к лучшему пониманию населением важности защиты вида, а также изменению принципов землепользования в сторону сохранения природных мест его обитания. С увеличением антропогенной нагрузки, вызванной ростом численности населения, потребностью в большем количестве земель для сельскохозяйственных нужд и лесозаготовок повышение осведомлённости местного населения становится всё более актуальным. Осведомлённость среди представителей местных общин повышалась путём серии радиопередач на английском языке, языке моту и эваге, с целью увеличения поддержки деятельности по сохранению птицекрылки королевы Александры. Эффективность проведения данных мероприятий никогда не отслеживалась и не оценивалась. С целью популяризации знаний о необходимости сохранения вида также были разработаны и распространялись среди местного населения образовательные плакаты, посвящённые птицекрылке Александре.

### Разведение в неволе
Исследования жизнеспособности популяции в неволе было предложено различными исследователями в конце 1980-х — начале 1990-х годов. Разведение бабочек было предложено как часть плана сохранения этого вида в регионе Попондетта, чтобы помочь землевладельцам получить доход, альтернативный плантациям масличной пальмы. В июне 1999 года на плато Манагалас после двух лет адаптивных исследований удалось вырастить из яиц 8 особей. Разведение в неволе в Папуа — Новой Гвинее не было достаточно успешным, чтобы создать жизнеспособный вариант для обеспечения потенциального рынка бабочек, однако оно может быть полезным в выживании диких популяций и развитии туристического потенциала региона. Орсак предположил, что предложения о разведении птицекрылки Александры в неволе могут быть связаны с коммерческими связями с Агентством по разведению и торговле насекомыми (IFTA). Правительство Папуа-Новой Гвинеи считало насекомых национальным ресурсом и сделало разведение бабочек частью экономического развития страны, в связи с чем в Булоло, провинция Моробе, в 1978 году было создано Агентство по выращиванию и торговле насекомыми (IFTA) для обработки коммерческих деталей торговли местными насекомыми. IFTA было организовано Ангусом Хаттоном, бывшим плантатором чая и лепидоптерологом-любителем. Деловая сторона агентства позже была развита Питером Кларком. IFTA обеспечивало рынок за счёт граждан Папуа-Новой Гвинеи, которые выращивали и собирали бабочек и других насекомых. Агентство позволяет им получать фиксированную оплату за добытые экземпляры, поддерживало контроль качества и гарантировало документальное и законное сопровождение торговли, выполняло крупные заказы от зарубежных дилеров. Из бабочек, экспортируемых IFTA, около 30 % поступало с сельских ферм, выращивающих бабочек, а 70 % собирались в природе. В 1980-е годы IFTA превратилась из изначально государственной монополии в частную компанию. В середине 1990-х годов IFTA потеряла свою монополию, поскольку Департамент окружающей среды и охраны природы (DEC) начал выдавать разрешения на экспорт CITES также другим учреждениям. IFTA прекратила торговлю в Булоло в марте 2009 года и переехала в тропический лес в Технологический университет Лаэ. Последний ещё в 1990 году через Криса Мерсера из Департамента лесного хозяйства выдвинул предложение о разведении орнитоптеры Александры в неволе на основании тех фактов, что существует риск исчезновения бабочки в дикой природе, а разводимая в неволе популяция обеспечит выживание вида. Однако данный план не был одобрен правительством страны.
В 1990 году Райт и Уолш выдвинули предложение о создании проекта по разведению птицекрылки королевы Александры в неволе в Австралийском заповеднике бабочек в Куранде. Обоснованием для него послужило успешное разведения в нём Ornithoptera richmondia. Оно давало надежду на возможность успешного выращивания O. alexandrae, предполагающего последующую транспортировку развивающихся яиц в Папуа — Новую Гвинею для поддержания дикой популяции. Основными препятствиями на пути к успешной реализации данного проекта послужили строгие требования карантинного импорта Австралийской службы информации о карантине (AQIS) и получение разрешения на экспорт от Управления по сохранению и защите окружающей среды (CEPA). Данный проект остался нереализованным. В 2013 году руководство Северной провинции Папуа-Новой Гвинеи профинансировало визит делегации во главе с Эдди Малайсой в австралийский заповедник бабочек в Куранде. По результатам был составлен технический отчёт, в том числе смета финансирования создания комплекса по разведению в Университете природных ресурсов и окружающей среды в Попондетте. Имелись также проекты по коммерческому разведению птицекрылки королевы Алекснадры на плато Манагалас, с целью продажи бабочек для нужд коллекционеров. Однако коммерческое выращивание требует наличия большого количества кормовых растений.
В сентябре 2017 года сообщалось о создании совместного проекта от Фонда Симе Дарби («Sime Darby Foundation») и фонда «Swallowtail and Birdwing Butterfly Trust» по разведению и выпуску в природу бабочек данного вида. Осуществлять программу планировалось при финансировании и на базе местной компании «New Britain Palm Oil Limited». На её заводе по производству пальмового масла в Хигатуру планировалось построить новую современную лабораторию, в которой бы и осуществлялась реализация программы.

### Расселение вида
В 1971 году Рэй Стрэтман успешно провёл выпуск нескольких особей вида в районе реки Браун в Центральной провинции, где бабочки впоследствии были обнаружена Мерсером в 1990 году. Находка вида спустя столько лет свидетельствовала, что на новом месте обитания сформировалась постоянная популяция, несмотря на межвидовую конкуренцию с птицекрылкой Приама. По состоянию на 2016 год данные о присутствии либо отсутствии вида в данном районе отсутствуют. Кормовые растения гусениц также произрастают в районе залива Коллингвуд, но по мере увеличения удалённости от существующих популяций птицекрылки вероятность естественного расселения вида становится минимальной. Проведённая в начале 2010-х годов оценка экологической пригодности мест обитания для птицекрылки Александры показала, что районы на южных склонах хребта Оуэн-Стэнли также являются потенциально пригодными для расселения вида.

## В культуре

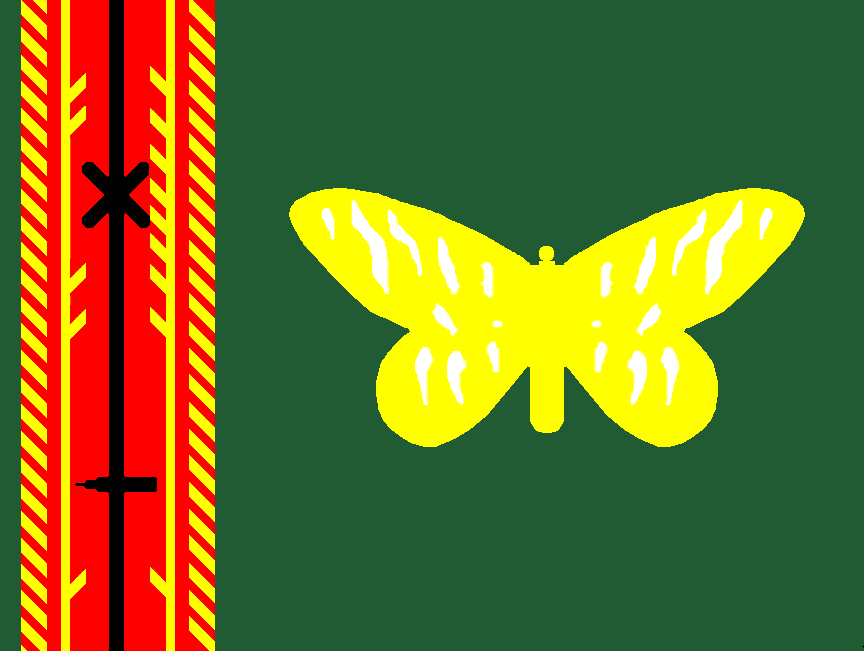
Флаг провинции Оро с силуэтом бабочки

Птицекрылка королевы Александры выбрана в качестве эмблемы для флага провинции Оро (Северной провинции) Папуа — Новой Гвинеи.
Самка птицекрылки королевы Александры изображена на серебряной монете номиналом 5 кина, выпущенной в 1992 году в Папуа — Новой Гвинее. Также бабочка изображена на медно-никелевой неплатёжной монете, выпущенной в 1986 году в честь 30-летнего юбилея Всемирного фонда природы (WWF). Будучи охраняемым видом, птицекрылка королевы Александры часто изображается на почтовых марках различных стран мира, главным образом Папуа-Новой Гвинеи.
Бабочка, отсылающая читателя к птицекрылке королевы Александры, и вымышленная история её открытия в XIX веке описаны в сборнике 1975 года «Краткие заметки о тропических бабочках» (англ. A Few Short Notes on Tropical Butterflies) австралийского писателя Джона Мюррея. В романе Дугласа Адамса «Электрический монах» главный герой сравнивает свою память с бабочкой птицекрылки Александры: «красочной, радостно прыгающей, а теперь почти уничтоженной».